# Löcknitz
Löcknitz ist eine Gemeinde im Landkreis Vorpommern-Greifswald in Mecklenburg-Vorpommern (Deutschland) und ein Dorf (Verwaltungssitz des Amtes Löcknitz-Penkun). Sie bildet für ihre Umgebung ein Grundzentrum.

## Geografie

### Geografische Lage
Die im Landesteil Vorpommern gelegene Gemeinde Löcknitz befindet sich an einer Furt des Flusses Randow zwischen Pasewalk und Stettin (Szczecin). Nördlich und südlich von Löcknitz erstreckt sich die breite Flussaue des Randowbruchs. Die Randow bildete sich vor 14.000 Jahren während der Rosenthaler Staffel im Pommerschen Stadium der Weichsel-Kaltzeit als Abfluss des Schmelzwassers des sich im 1.000 bis 6.000 Meter breiten Netze-Randow-Urstromtal zurückziehenden Inlandeises heraus. Von der Randow als ursprünglich linkem Nebenarm der Oder blieb bis heute nur noch ein kleiner Fluss mit wenigen Metern Breite übrig.

### Gemeindegliederung
Zur Gemeinde Löcknitz gehört der Ortsteil Gorkow.
Wohnplätze sind Bollbrücke und Löcknitzer Kamp.

### Nachbargemeinden
Im Uhrzeigersinn, von Norden beginnend, grenzt Löcknitz an die folgenden Gemeinden: Rothenklempenow, Boock, Plöwen, Ramin, Bergholz und Rossow.

## Geschichte

### Name
In einer Schenkungsurkunde des Herzogs Bogislaw II. von Pommern von 1212 ist als Zeuge Thomas de Lokenitz als bischöflicher Vogt der Burg Löcknitz aufgeführt und der Name Löcknitz zum ersten Mal erwähnt. In einer weiteren Urkunde von 1267 wird der Ort Lokenitz (slawisch für Fluss der Pfützen, Sumpfloch oder Grubenniederung) nochmals urkundlich genannt. Auch die durch Löcknitz fließende Randow wurde bis etwa 1700 überwiegend Lochnitza genannt. In einer Schenkungsurkunde von 1216 wurde der Fluss zum ersten Mal mit diesem Namen erwähnt, ein weiteres Mal 1288 in einer Urkunde, die die Grenzen der Uckermark beschreibt. Der Begriff Randow hingegen war ursprünglich nur die Bezeichnung für die Sumpfgebiete entlang des Flusses im Randowbruch.

### Frühe Geschichte

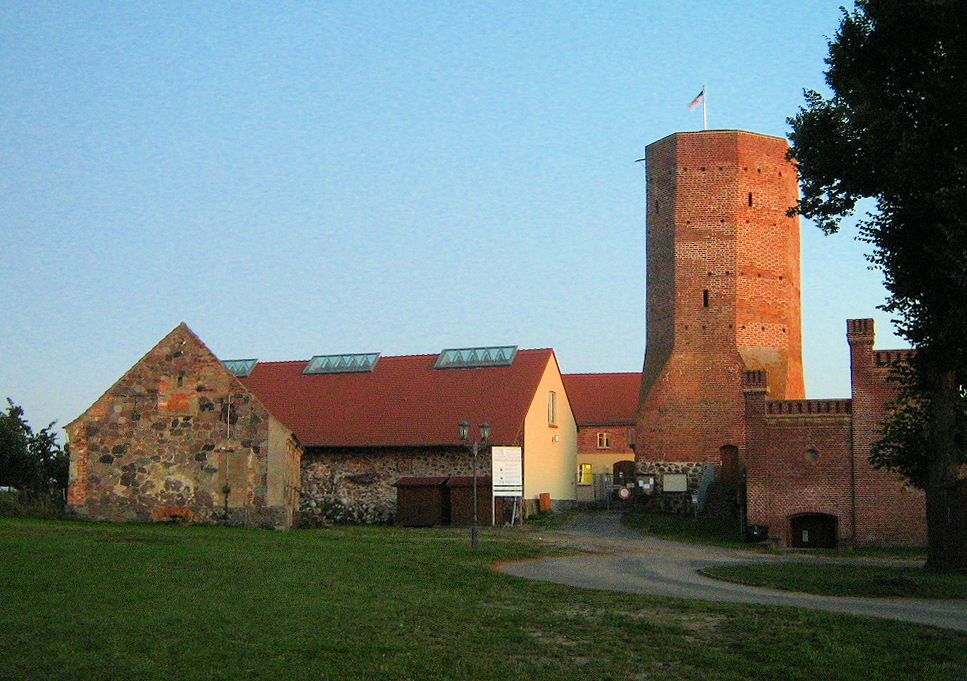
Wahrzeichen von Löcknitz: Die Burg Löcknitz mit Bergfried

Grabungsfunde belegen die Besiedlung des Gebietes bereits in der Steinzeit. Im 7./8. Jahrhundert siedelten slawische Ukranen in der Gegend. Die Slawenburg Lokenitza war ursprünglich wahrscheinlich um 1100 von Pommern erbaut worden. Im 13. Jahrhundert wurde, wahrscheinlich unter dem pommerschen Herzog Barnim I. „dem Städtegründer“ eine deutsche Burg aus Ziegelmauerwerk errichtet.

### Mittelalter
Löcknitz war wegen seiner Lage an der Furt am Fluss Randow und an der Grenze zwischen Pommern und Brandenburg oft umkämpft. Es gehörte bis 1250 zum Herzogtum Pommern. Mit dem Abschluss des Vertrages von Landin wechselte Löcknitz dann in einem Gebietstausch zur Mark Brandenburg, wo es bis 1373 verblieb. Von 1295 bis 1373 waren die Uckermark mit Löcknitz zwischen den Herzögen von Pommern, den Markgrafen von Brandenburg, den Herzöge von Polen, den Bischöfen von Cammin, den Königen von Dänemark und den Herzögen von Mecklenburg stark umkämpft. Der Vertrag von Fürstenwalde befriedete vorübergehend das Gebiet. Noch 1373, spätestens 1385, erwarb Herzog Swantibor III. von Pommern-Stettin Burg und Ort Löcknitz vom Bistum Cammin. Löcknitz gehörte dadurch bis 1468 erneut zu Pommern. Die Herren von Wussow begannen nach den Zerstörungen durch Kriege mit der Sanierung und dem Ausbau der Burg zu einem Schloss und behielten Löcknitz bis 1416. Spätestens 1433 wurde Löcknitz von Pommern als Lehen an die Familie von Heydebreck bis 1468 gegeben. Nach dem Tod von Herzog Otto III. von Pommern-Stettin und dem Ausbruch des Stettiner Erbfolgestreites kam es erneut zum Krieg zwischen Pommern und Brandenburg und Löcknitz wurde 1468 von Brandenburg erobert. 1471 wurden von Brandenburg neue Burghauptleute und Amtmänner eingesetzt. Löcknitz gehörte seit 1468 als Amt bis 1818 zur Region Uckermark in Brandenburg. Kurfürst Albrecht III. Achilles von Brandenburg belehnte 1479 Werner von der Schulenburg mit der erblichen Hauptmannschaft über die Burg Löcknitz, die bis 1688 im Besitz dieser Familie war. Die Familie vergrößerte seine Besitzungen und ließ 1557 neben der Burg ein Schloss errichten.

### 16./17. Jahrhundert
Im Dreißigjährigen Krieg drangen 1627 kaiserliche Truppen in die Uckermark ein, besetzten u. a. Löcknitz und zogen gegen Zahlung von 9000 Talern durch den Herzog von Pommern wieder ab. Im Sommer 1627 besetzten kaiserlichen Truppen unter Albrecht von Wallenstein erneut den Ort und 1630 schwedische Truppen; diese blieben. Löcknitz hatte durch Krieg und die Pest von 1637/38 von 197 Bauern nur noch 48, von 80 Kossätenstellen lediglich eine. Nach dem Westfälischen Frieden verblieb Löcknitz bei Brandenburg.

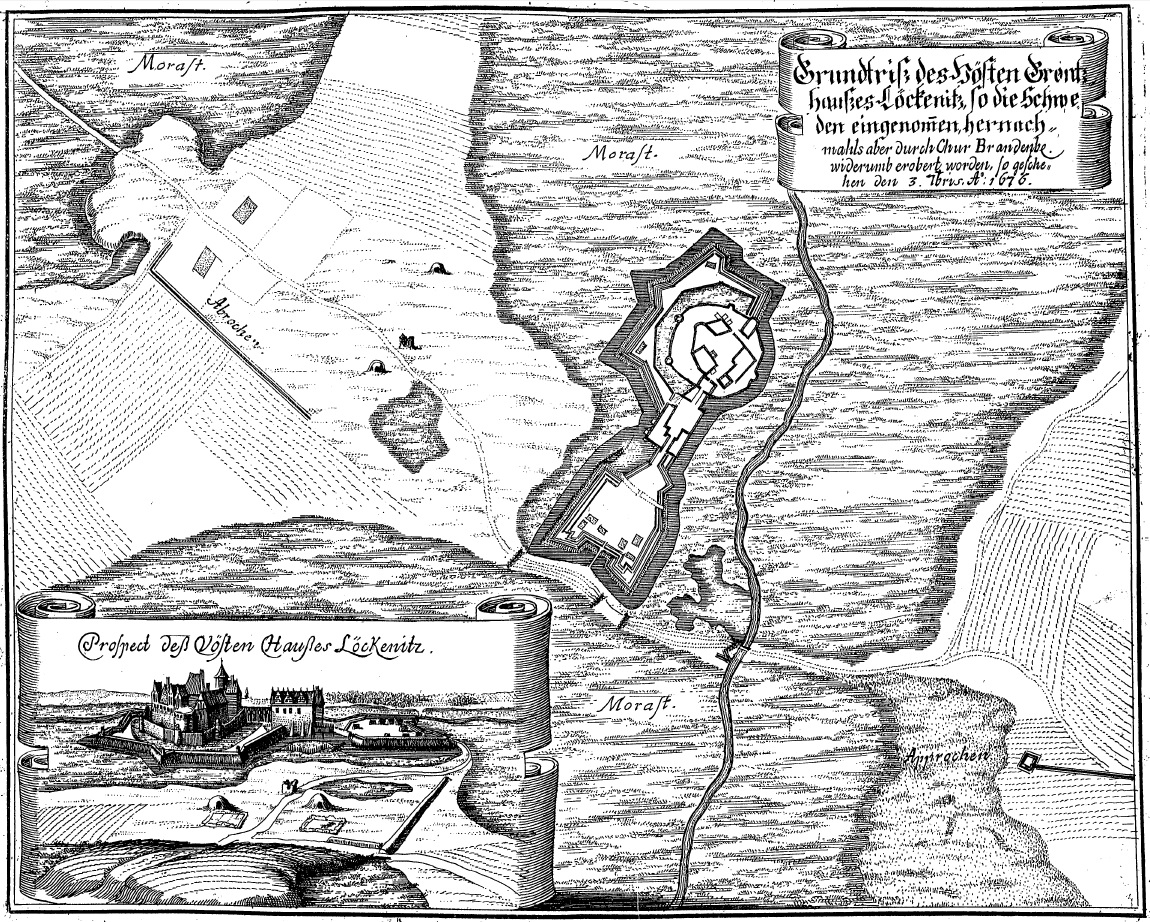
Theatrum Europaeum 1633–1738 (Matthäus Merian): „Grundtriß des Hösten Grentzhaußes Löckenitz. So die Schweden eingenommen hernachmahls aber durch Chur Brandenburg widerumb erobert worden. So geschehen dort 3. Febris A° 1676“.

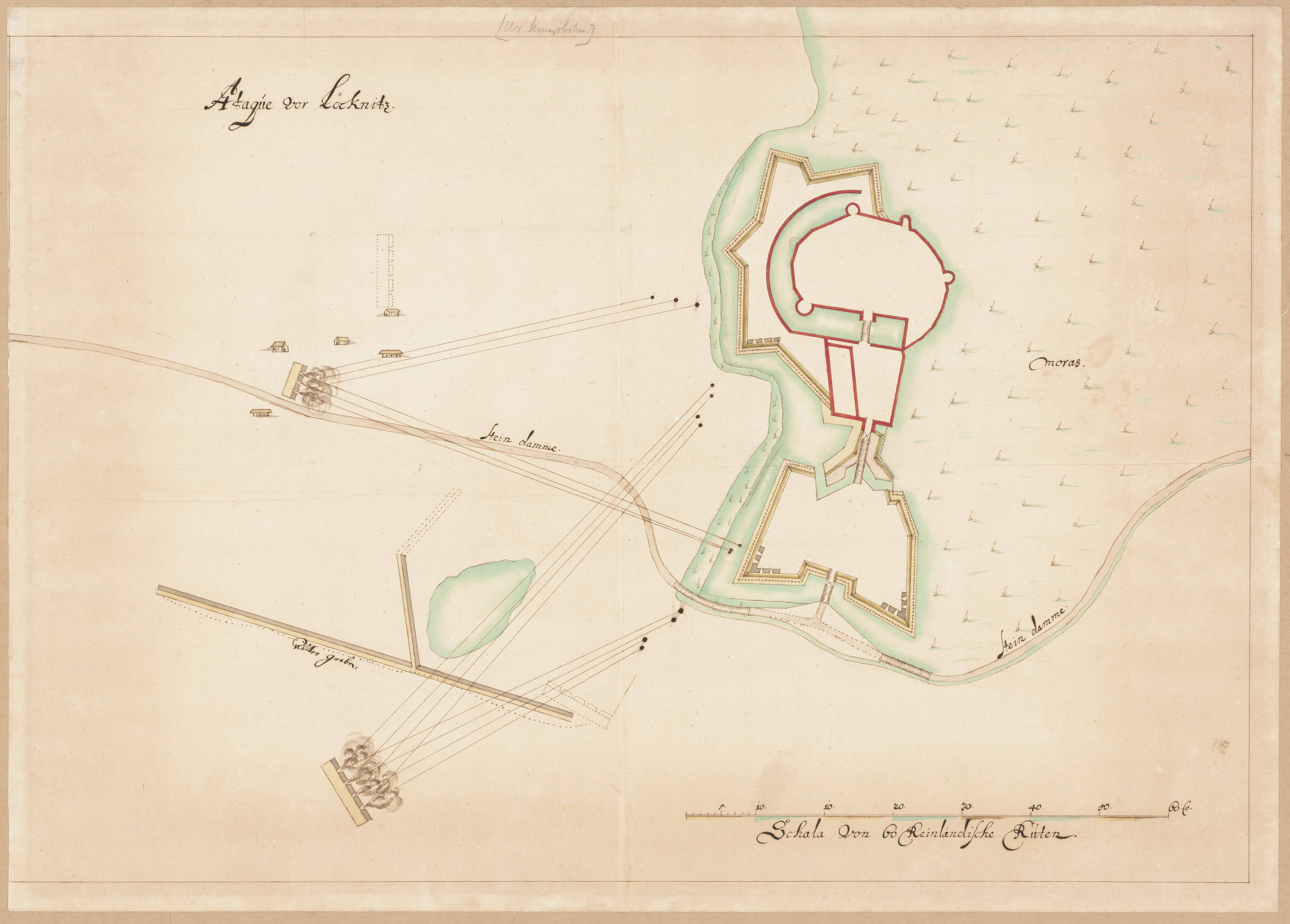
Beschießung von Löcknitz, 1676

Im Schwedisch-Brandenburgischen Krieg von 1674 bis 1679 kam es im Raum von Löcknitz 1675 erneut zu Kampfhandlungen zwischen Schweden und Brandenburg. Um weitere Einfälle der Schweden von Löcknitz aus nach Brandenburg und in die Uckermark zu verhindern, unternahm Brandenburg 1675/76 seinen sog. Pommernfeldzug. Dabei eroberte sie 1676 die Festung Löcknitz.
1672 hieß es: „Löcknitz, wo von alters her ein Städtchen, so aber jetzt ruiniert und ist hier selbst nichts zu finden, als nebst der renovierten Festung, ein Königliches Vorwerk, das Posthaus, der Krug und eine Schäferei, die Mühle und einige andere Häuser.“ Die Hugenotten fanden Niederlassungen auch in der Uckermark, und brachten den Tabakanbau und die Seidenraupenzucht mit.

### 18. Jahrhundert

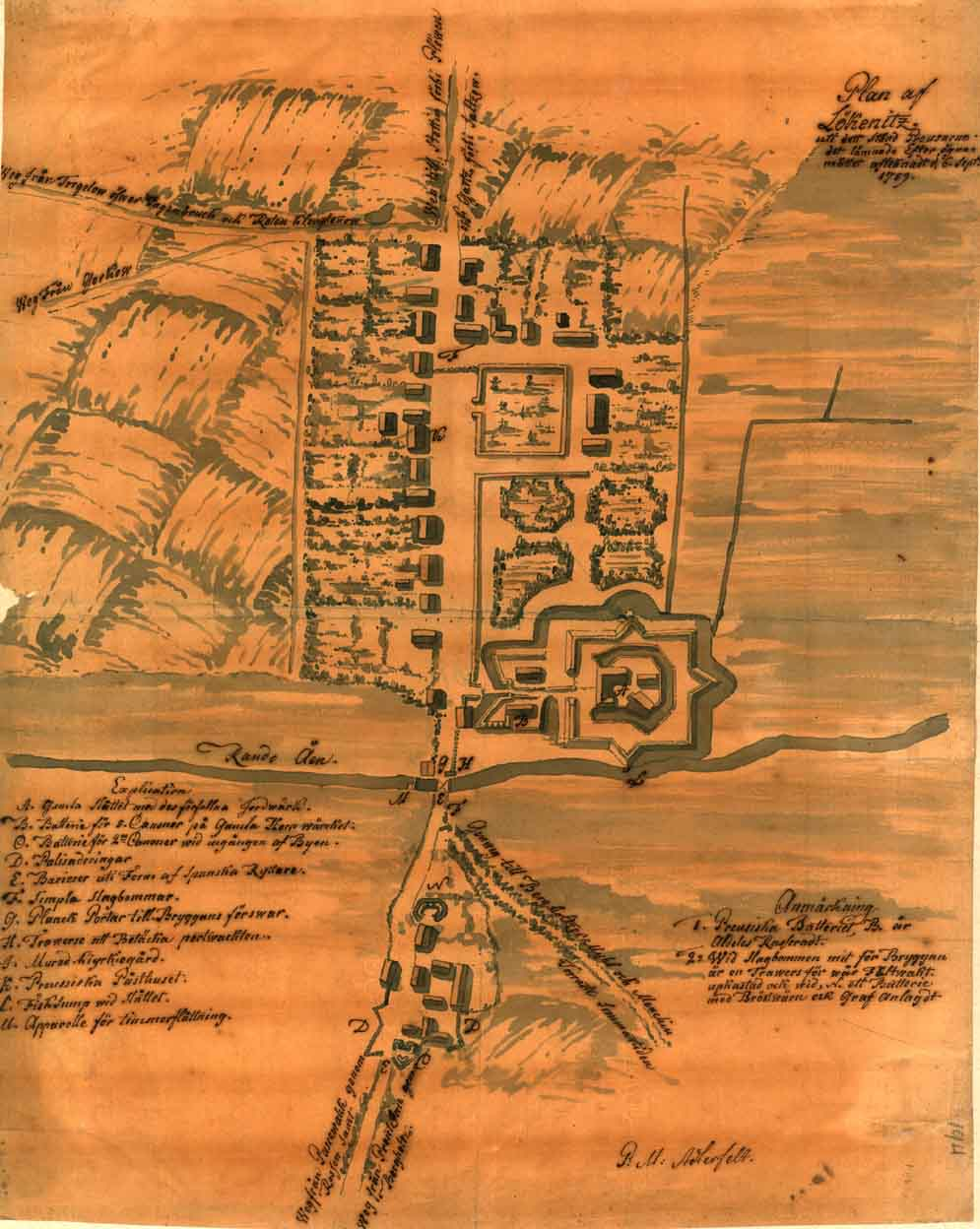
Ort und Burg Löcknitz von 1759

Während des Großen Nordischen Krieges von 1700 bis 1721 durchzogen russische, preußische und sächsische Truppen im Kampf gegen Schweden die Uckermark. Dadurch und durch die Pest von 1710 wurde Löcknitz heimgesucht. Im Frieden von Stockholm von 1720 musste Schweden das südliche Vorpommern an Preußen abtreten. Die Löcknitzer Festung verlor deshalb an Bedeutung. Für 1740 sind für Löcknitz drei Postkutschenlinien bekannt.
Durch Melioration fanden im Gebiet ab 1730 Trockenlegungen statt. Der gewünschte Erfolg blieb jedoch aus, da der untere Randowbruch zwischen Löcknitz und Eggesin immer noch nicht reguliert war. Die Regulierungsarbeiten an der Randow wurden wieder eingestellt und um 1745 fortgesetzt.
Im Siebenjährigen Krieg eroberten 1757 schwedische Truppen im Oktober den Ort, verloren ihn aber im Dezember. Es gab 1760 außer der Burg, dem Schloss, den Resten der Festungsanlage und dem Amt nur noch 25 Wohnhäuser.

### 19. Jahrhundert

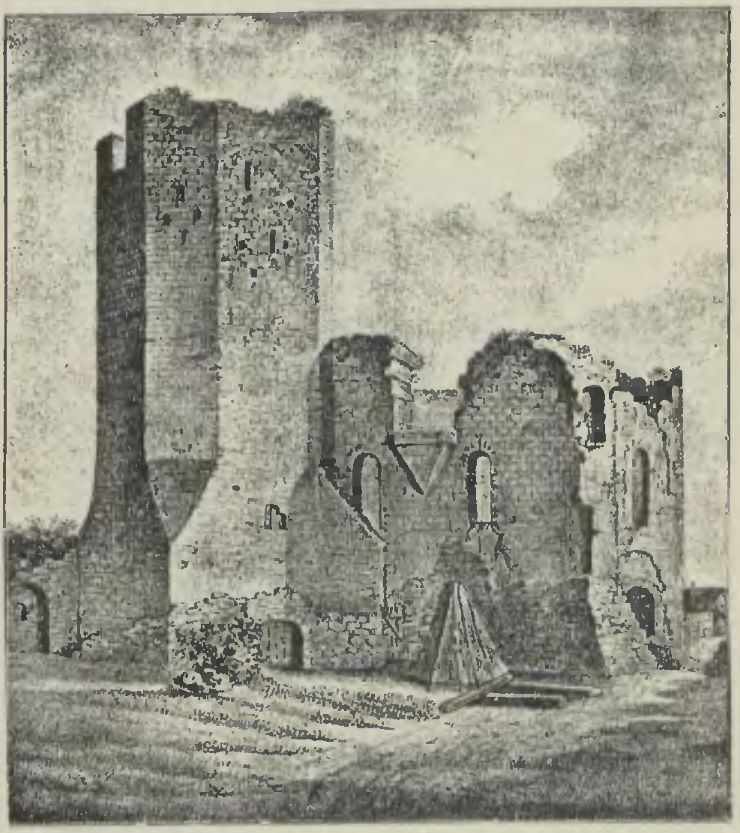
Ruinen des Bergfrieds und des Kellergewölbes der Burg Löcknitz von 1842

1805 wurde die Schlosskapelle wegen ihres desolaten Bauzustands abgerissen.

Preußen wurde 1806 von französischen Truppen besetzt; am 28. Oktober auch Löcknitz. Einquartierung und Verpflegung der französischen Truppen und der ihrer Verbündeten mussten hingenommen werden. Zur Kostendeckung wurde 1807 die Domäne Löcknitz aufgelöst und große Teile der Ländereien parzelliert und einschließlich der Burg und des Schlosses an Privatbesitzer verkauft. Ab März 1812 musste Löcknitz erneut starke Truppenverbände der französischen Grande Armée zur Einquartierung aufnehmen. Seit April 1813 belagerten preußische und russische Truppen Stettin, die jedoch die Festung und das Umland einschließlich Löcknitz erst im Dezember 1813 endgültig zurückerobern konnten.
1818 fand in Preußen eine Verwaltungsreform statt. Löcknitz wechselte von Brandenburg nach Pommern und gehörte von 1818 bis 1939 zum Kreis Randow im Regierungsbezirk Stettin in der preußischen Provinz Pommern.
1832 war in Löcknitz ein Großbrand ausgebrochen, bei dem etwa die Hälfte des Ortes zerstört wurde.

Ab 1820 wurde die Chaussee Pasewalk-Löcknitz-Stettin gebaut. Mit dem Bau der Chaussee Prenzlau-Pasewalk-Anklam-Stralsund von 1832 bis 1836 fand Löcknitz auch Anschluss an das überregionale Straßenverkehrsnetz. 1878/79 folgte die Chaussee Löcknitz-Brüssow-Prenzlau und verband den Ort mit Brandenburg und der Uckermark. 1862 war Löcknitz durch die Berlin-Stettiner Eisenbahn-Gesellschaft an das preußische Eisenbahnnetz angeschlossen worden. 1863 wurden die Eisenbahnstrecken Angermünde-Pasewalk-Anklam-Stralsund sowie Pasewalk-Löcknitz-Stettin eröffnet.

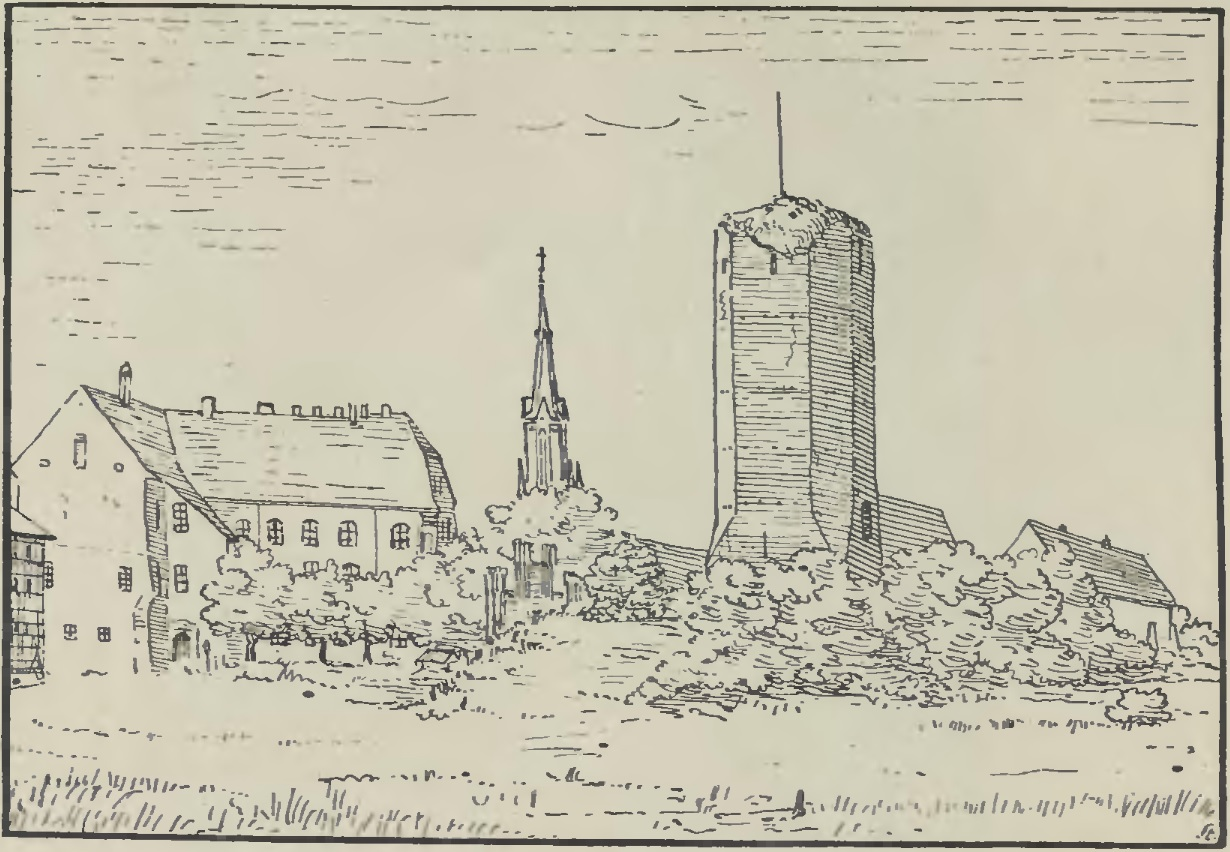
Schloss und Bergfried um 1851

Bis 1841 standen auch noch größere Teile der Burg Löcknitz, jedoch stellten der Bergfried sowie das Kellergewölbe faktisch nur noch Ruinen dar. Das Schloss war 1851 von der nahen Schlossbrauerei grundlegend renoviert worden. 1863/64 wurde die provisorische, baufällig Notkirche aus Fachwerk wie das alte Pfarrhaus abgerissen. 1871 konnte die neue Kirche geweiht werden. Löcknitz profitierte vom wirtschaftlichen Aufschwung der Gründerzeit, so dass ab 1890 entlang der Chausseestraße Wohnhäuser und Geschäfte entstanden sowie verschiedene Industriebetriebe. Eine Sparkasse gibt es seit 1881. 1893 entstand ein neues Schulhaus, das heutige Bürgerhaus (Alte Schule). Ab 1888 waren an der Randow erneut Meliorations- und Kultivierungsarbeit notwendig.

### 20. Jahrhundert

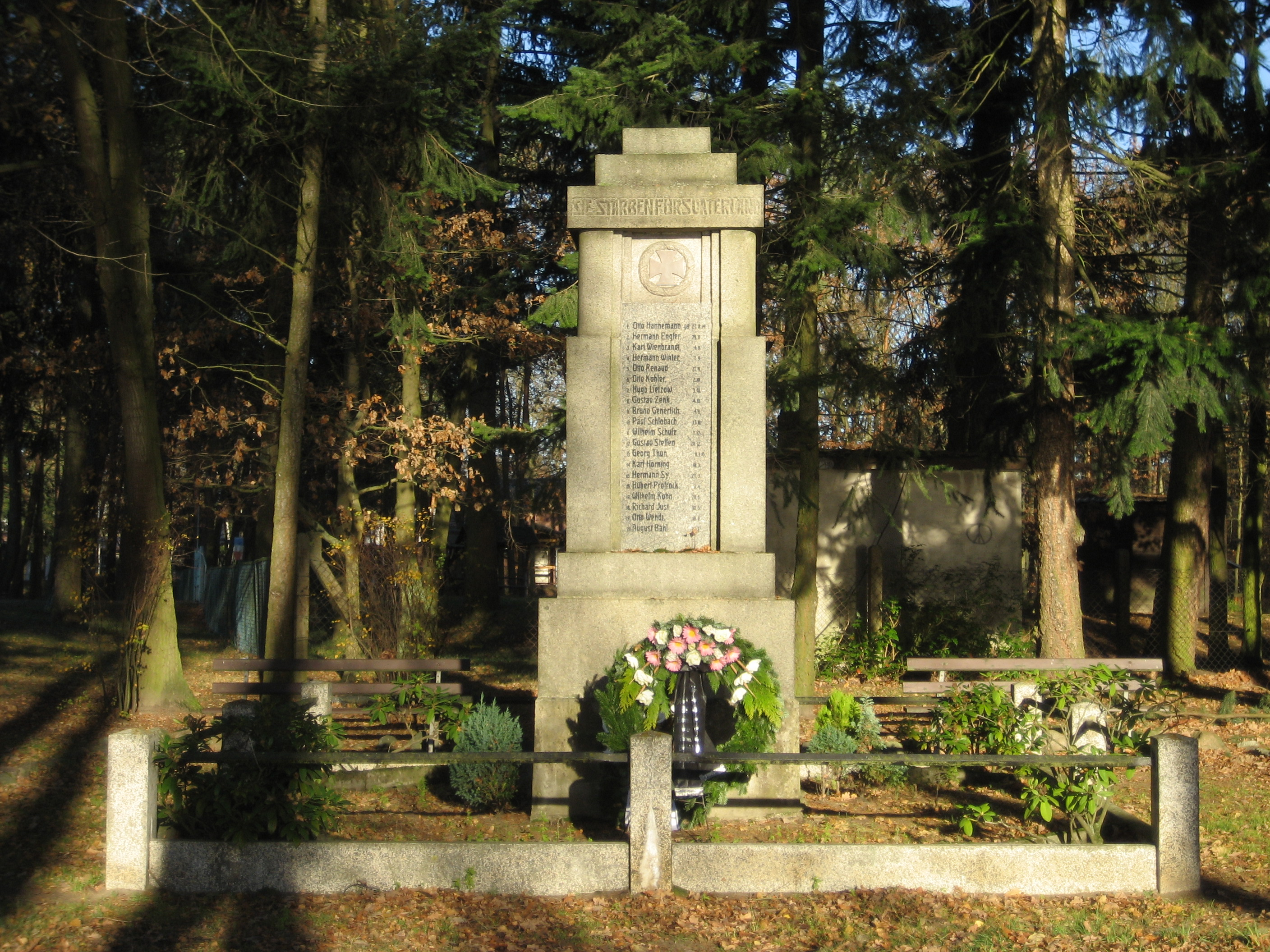
Kriegerdenkmal für die im Ersten Weltkrieg gefallenen Soldaten aus Löcknitz

#### Deutsches Kaiserreich und Erster Weltkrieg
Zwischen 1910 und 1911/12 gab es in Löcknitz zahlreiche Brände und einen Wiederaufbau durch neue Wohn- und Geschäftshäuser aus Ziegelmauerwerk. Kurz vor Beginn des Ersten Weltkriegs sowie in den 1920er/1930er Jahren entstanden neue Straßenzüge und Wohnsiedlungen.

#### Weimarer Republik
Beim Kapp-Lüttwitz-Putsch im März 1920 kam es auch in der Gegend von Löcknitz zu Auseinandersetzungen zwischen rechts-konservativen Truppenteilen und linken Arbeiterverbänden.

1921 stellte die Gemeinde eine Pflichtfeuerwehr auf. 1928 und 1935 wurden in Löcknitz die Chausseestraße neu gepflastert. 1926 und 1928 erfolgten der Bau des Wasserturmes und die Verlegung der ersten Wasserleitungen.
Unter dem Motto „Löcknitz – Stätte der Erholung: Wasser, Wald und frische Luft“ wurde der Ort 1930 anerkannter Luftkurort in Pommern. Es gab in den 1930er/1940er Jahren in Löcknitz rund 70 Hotels, Gaststätten, Kaufhäuser, Läden und Geschäfte, 35 Handwerksbetriebe sowie mit zwei Sägewerken, einer Möbelfabrik, einem Baubetrieb und die Molkerei sowie insgesamt fünf Industriebetriebe.

#### Zeit des Nationalsozialismus
Nach einer Flugblattaktion des Kommunistischen Jugendverbands Deutschlands (KJVD) in Löcknitz gegen Faschismus, Nationalsozialismus und die NSDAP kam es hier im Juni 1932 erstmals zu Zusammenstößen zwischen dem KJVD und der Schutzstaffel (SS) bzw. der Sturmabteilung (SA). Mit der „Machtergreifung“ der Nationalsozialisten der NSDAP im Januar 1933 beschloss die KPD-Ortsgruppe Löcknitz in den Untergrund zu gehen. Bis Juni 1933 wurden u. a. mit Gustav und Hermann Roggow auch in Löcknitz die letzten KPD-Funktionäre verhaftet.
Eine jüdische Gemeinde in Löcknitz gab es seit dem 19. Jahrhundert. Von 1933 bis 1945 ging die Gesamtzahl der Mitglieder der jüdischen Gemeinde Löcknitz bis 1938 deutlich zurück. Bei den Novemberpogromen 1938 und der Nachricht von ersten Gewalttaten gegen Juden in Stettin versteckten sich die jüdischen Familien von Löcknitz. Gleichzeitig wurden jüdische Geschäfte und der Gebetsraum geplündert und zerstört. Kurz nach Beginn des Zweiten Weltkrieges erfolgten Abtransporte jüdischer Bewohner in das Generalgouvernement.
1939 wurde durch das Groß-Stettin-Gesetz der Stadtkreis Stettin vergrößert und gleichzeitig der Landkreis Randow aufgelöst sowie dessen nördlicher Teil mit Löcknitz dem Landkreis Ueckermünde im Regierungsbezirk Stettin in der Provinz Pommern angegliedert.

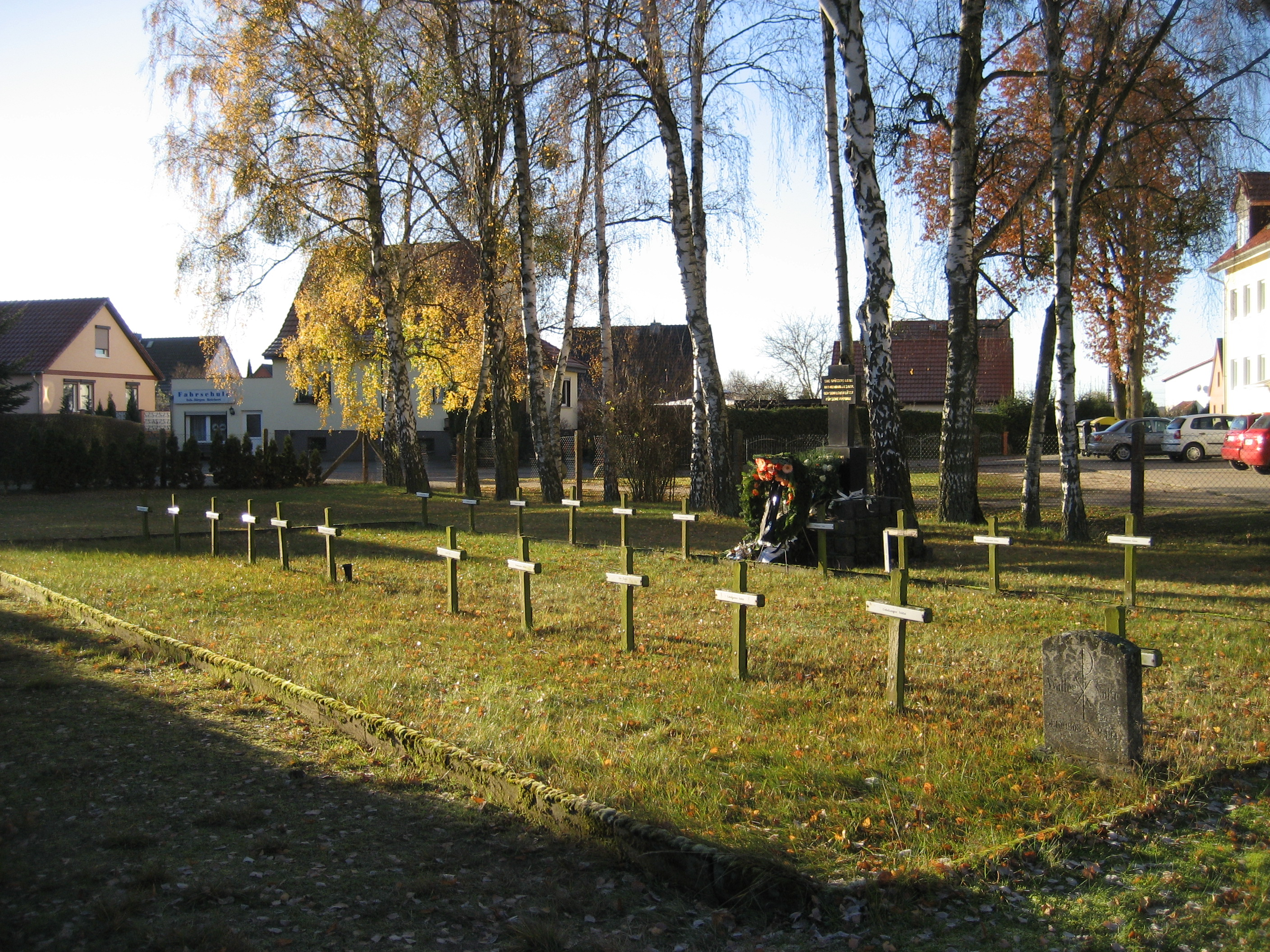
Deutsches Soldatengräberfeld auf dem Löcknitzer Friedhof

Im Zweiten Weltkrieg wurde Löcknitz im April 1945 Hauptkampflinie. Die sowjetische Luftwaffe bombardierte Löcknitz, wodurch es zu starken Schäden im Ort kam. Da Löcknitz tiefer im Randowbruch liegt, kam es durch den gegenseitigen massiven Beschuss der sowjetischen und deutschen Truppen zu weiteren schweren Schäden innerhalb des Ortes. Am 27. April 1945 besetzten sowjetische Truppen den Ort. Löcknitz war zu 66 % zerstört worden.

#### Nachkriegs- und DDR-Zeit
Ein Flüchtlingsstrom setzte sich in den nächsten Wochen und Monaten beständig fort. Dadurch stieg die Bevölkerungszahl von Löcknitz bis September 1945 auf 4000 Einwohner an. Am 5. Mai 1945 hatte die Rote Armee eine sowjetische Militärverwaltung in Löcknitz. Aus dem westlich der Oder gelegenen deutschen Teilen des alten Landkreises Randow entstand mit Löcknitz ein neuer Landkreis Randow. Von 1945 bis 1950 war Löcknitz der Kreissitz. Am 1. Juli 1950 wurde die bis dahin eigenständige Gemeinde Gorkow eingegliedert. Mit der DDR-Kreisreform 1950 wurde der Landkreis Randow aufgelöst und Löcknitz dem neu gebildeten Kreis Pasewalk zugeschlagen. Ab 1952 gehörte Löcknitz mit dem Kreis Pasewalk bis 1990 zum Bezirk Neubrandenburg.

1985 wurde das Renaissance-Herrenhaus Löcknitz aus dem 16. Jahrhundert nördlich der Burg gesprengt. Um 1900 gehörte das Gebäude zur Löcknitzer Brauerei.

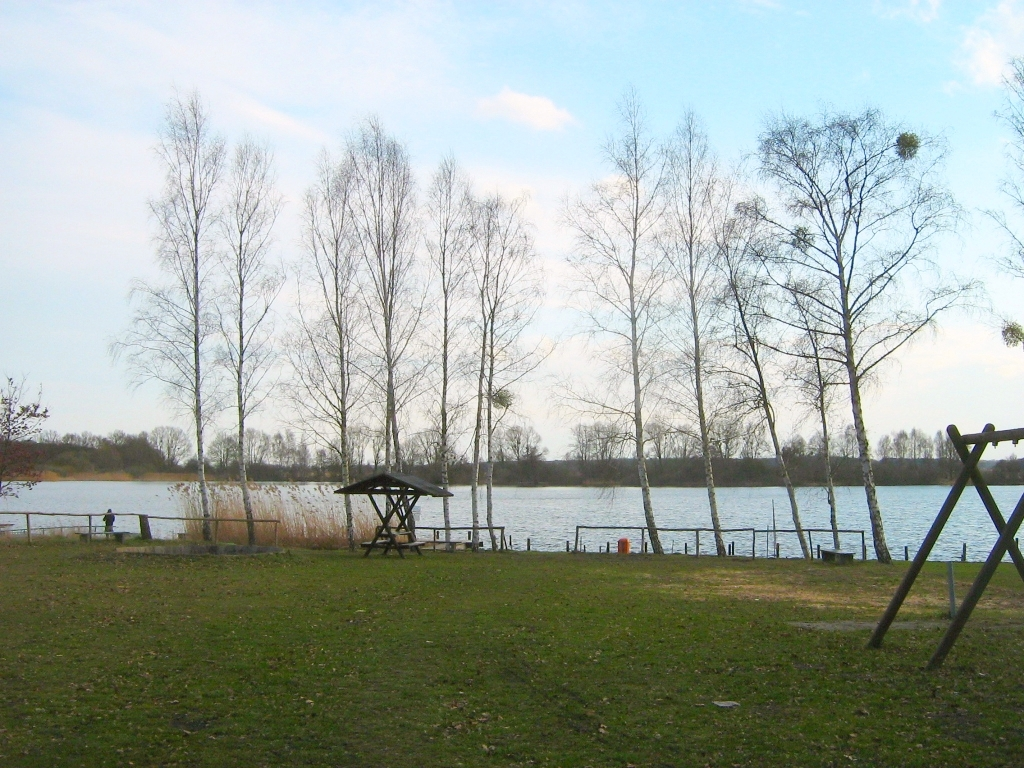
Löcknitzer See

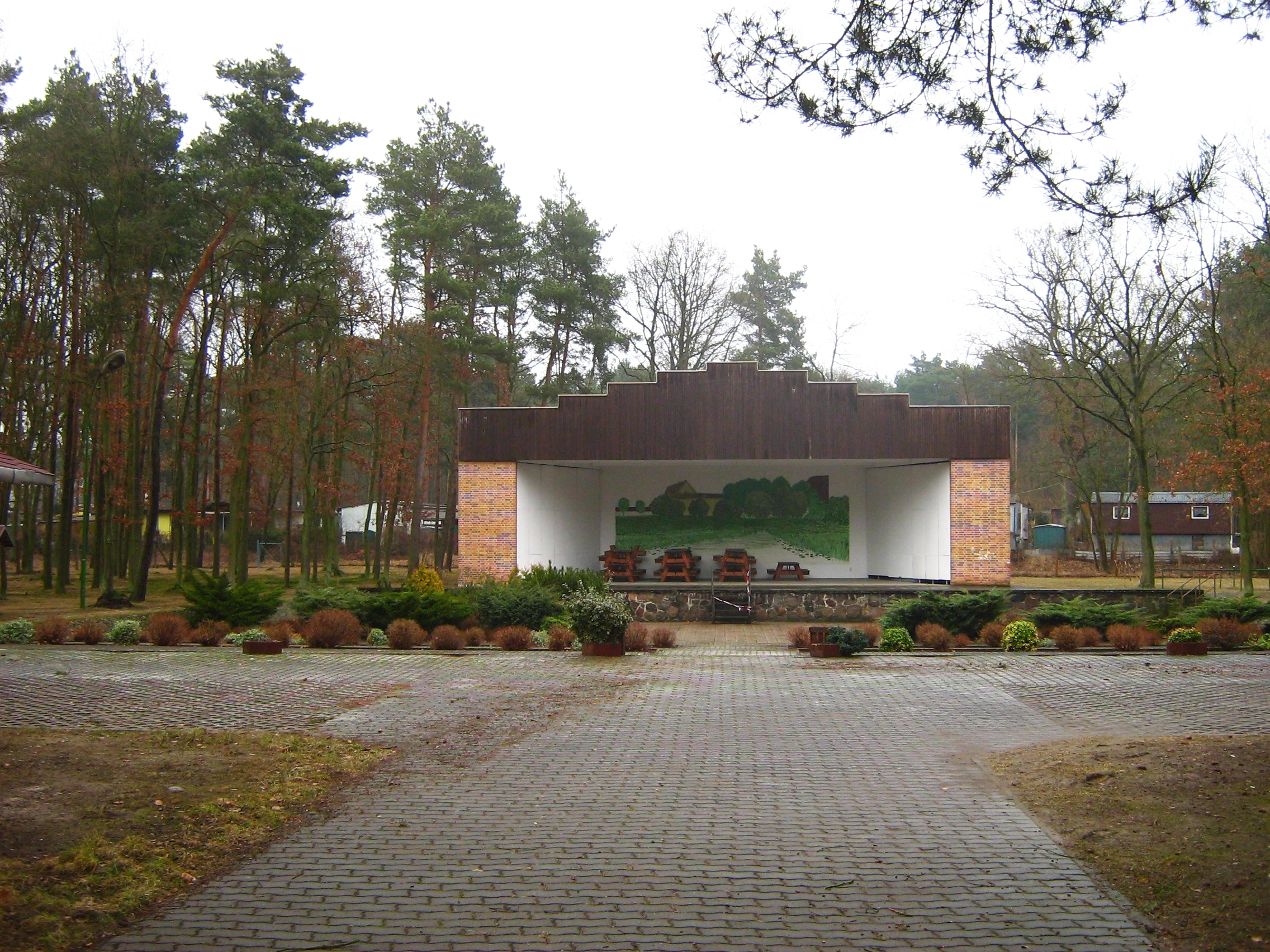
Freilichtbühne am Löcknitzer See

#### Nach der Wende
Durch die Kreisgebietsreform in Mecklenburg-Vorpommern von 1994 wurde aus den drei ehemaligen DDR-Kreisen Pasewalk, Ueckermünde und Strasburg der neue Landkreis Uecker-Randow mit Löcknitz gebildet. Durch die Kreisgebietsreform in Mecklenburg-Vorpommern von 2011 gehört Löcknitz zum Landkreis Vorpommern-Greifswald.
Seit 1997 wurde in Löcknitz der historische Ortskern im Rahmen der Städtebauförderung grundlegend saniert; das Ortsbild hat sich stark verbessert. Heute steht in der Schlossstraße noch der achteckige Bergfried der ehemaligen mittelalterlichen Burg, als wieder aufgebautes und saniertes Monument.
800-Jahr-Feier 2012
Siehe 800-Jahr-Feier 2012

### Geschichte der Ortsteile
Siehe Geschichte des Ortsteils Gorkow
Siehe Geschichte des ehemaligen Ortsteils Salzow und des Johanneshofes

### Eingemeindungen
- Salzow wurde 1928 zunächst als Wohnplatz nach Löcknitz eingemeindet, bildete seit 1935/38 einen Ortsteil, wurde 1978/79 aufgegeben und ist heute eine Wüstung.
- Gorkow wurde 1951 als Ortsteil eingemeindet.

## Bevölkerung
| Jahr | Einwohner | Quelle |
| ---- | --------- | ------ |
| 1862 | 1.144     | [ 15 ] |
| 1864 | 1.416     | [ 16 ] |
| 1910 | 1.666 *   | [ 17 ] |
| 1918 | 2.400     | [ 18 ] |
| 1925 | 2.205     | [ 14 ] |
| 1933 | 2.361     | [ 14 ] |
| 1939 | 2.681     | [ 14 ] |
| 1944 | 3.200     | [ 19 ] |
| 1945 | > 4.000   | [ 20 ] |
| 1957 | 3.966     | [ 16 ] |
| 1962 | 3.651     | [ 21 ] |

| Jahr | Einwohner |
| ---- | --------- |
| 1990 | 3699      |
| 1995 | 3413      |
| 2000 | 3195      |
| 2005 | 2904      |
| 2010 | 3021      |
| 2015 | 3192      |
| 2020 | 3255      |

| Jahr | Einwohner |
| ---- | --------- |
| 2021 | 3280      |
| 2022 | 3342      |
| 2023 | 3357      |

Stand: 31. Dezember des jeweiligen Jahres
* Dorf Löcknitz (1661 Einwohner), Gutsbezirk Domäne Löcknitz (0 Einwohner) und Forstgutsbezirk Löcknitz (5 Einwohner)
Dem allgemeinen Trend in Vorpommern folgend sank nach 1990 die Einwohnerzahl auch in Löcknitz stetig. Seit Polen 2004 der Europäischen Union und 2007 dem Schengen-Raum beigetreten ist, stiegen die Einwohnerzahlen wieder an, da Löcknitz zunehmend Wohnort in der grenzüberschreitenden Metropolregion Stettin wurde.

## Politik

### Gemeindevertretung
Die Gemeindevertretung von Löcknitz besteht aus 14 Mitgliedern. Die Kommunalwahl am 9. Juni 2024 führte bei einer Wahlbeteiligung von 55,3 % zu folgendem Ergebnis:
| Partei / Wählergruppe           | Stimmenanteil 2019 | Sitze 2019 |  | Stimmenanteil 2024 | Sitze 2024 |
| ------------------------------- | ------------------ | ---------- |  | ------------------ | ---------- |
| CDU                             | 81,6 %             | 12         |  | 66,2 %             | 9          |
| Gemeinsam für Löcknitz          | –                  | –          |  | 16,8 %             | 3          |
| Einzelbewerber Ulf Michalsky    | –                  | –          |  | 07,5 %             | 1          |
| Einzelbewerber André Buchholz   | –                  | –          |  | 07,3 %             | 1          |
| Einzelbewerber Enrico Eichstädt | –                  | –          |  | 01,1 %             | –          |
| Einzelbewerber Chris Henke      | –                  | –          |  | 01,1 %             | –          |
| AfD                             | 13,8 %             | 1          |  | –                  | –          |
| Einzelbewerber                  | 04,6 %             | –          |  | –                  | –          |
| Insgesamt                       | 100 %              | 13         |  | 100 %              | 14         |

Bei der Wahl 2019 entfielen auf die AfD zwei Sitze. Da sie nur einen Kandidaten aufgestellt hatte, blieb in der Gemeindevertretung ein Sitz unbesetzt.
Nach dem Landes- und Kommunalwahlgesetz für das Land Mecklenburg-Vorpommern (LKWG M-V) wird nach dem System einer Kombination von Verhältniswahl mit Persönlichkeitselementen gewählt. Jeder Wahlberechtigte hat drei Stimmen, die er nur einer oder auf bis zu drei Parteien/Personen verteilen kann (§ 60 (1)). Er kann seine Stimmen auf einen einzigen Bewerber „häufen“ (kumulieren) oder beliebig auf mehrere Bewerber desselben Wahlvorschlages oder verschiedener Wahlvorschläge verteilen (panaschieren). Aus diesem Grund gibt es auch immer wesentlich mehr abgegebene Stimmen als Wähler.

### Bürgermeister

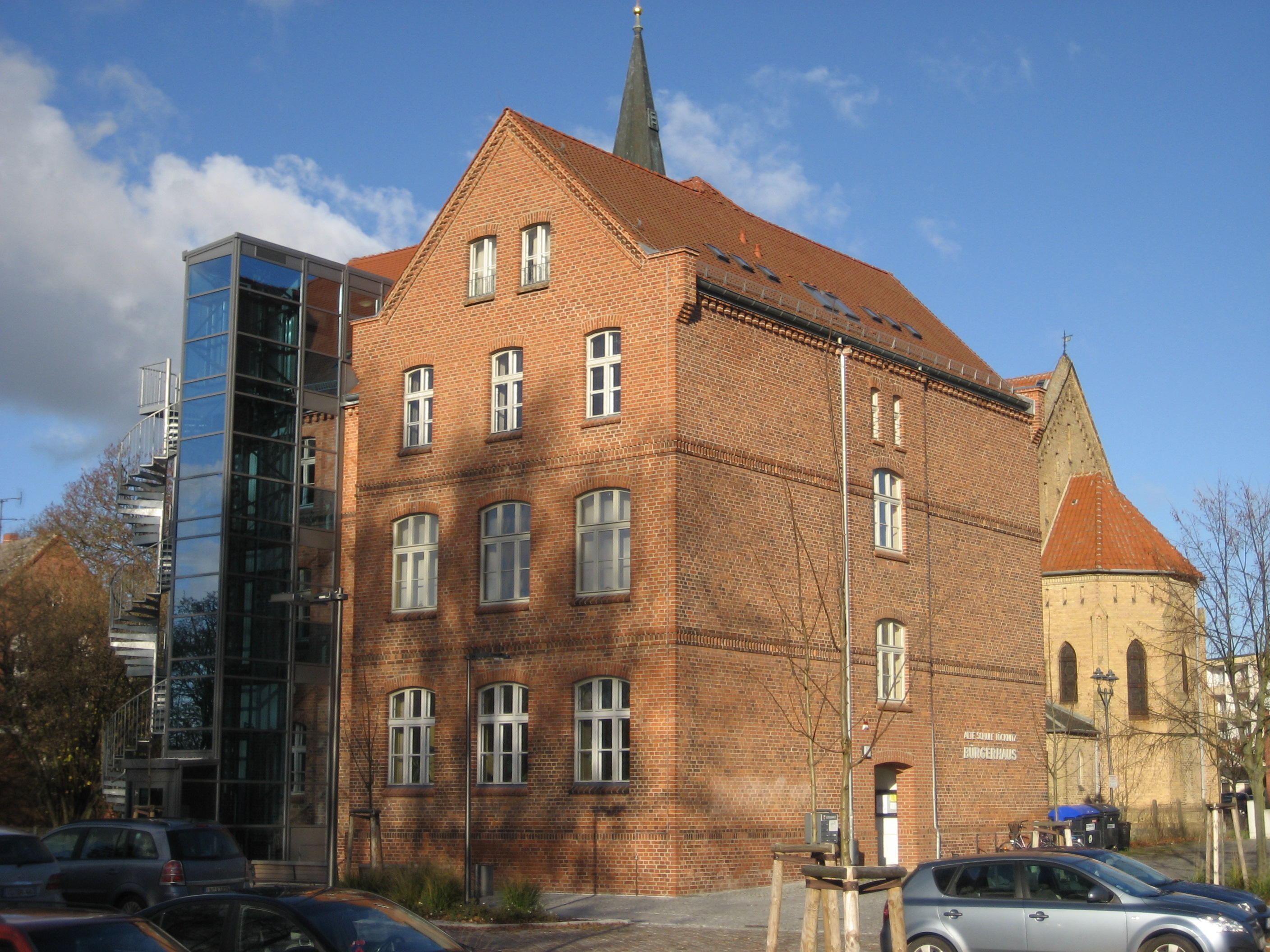
Bürgerhaus Löcknitz (Alte Schule): Sitz des Bürgermeisters

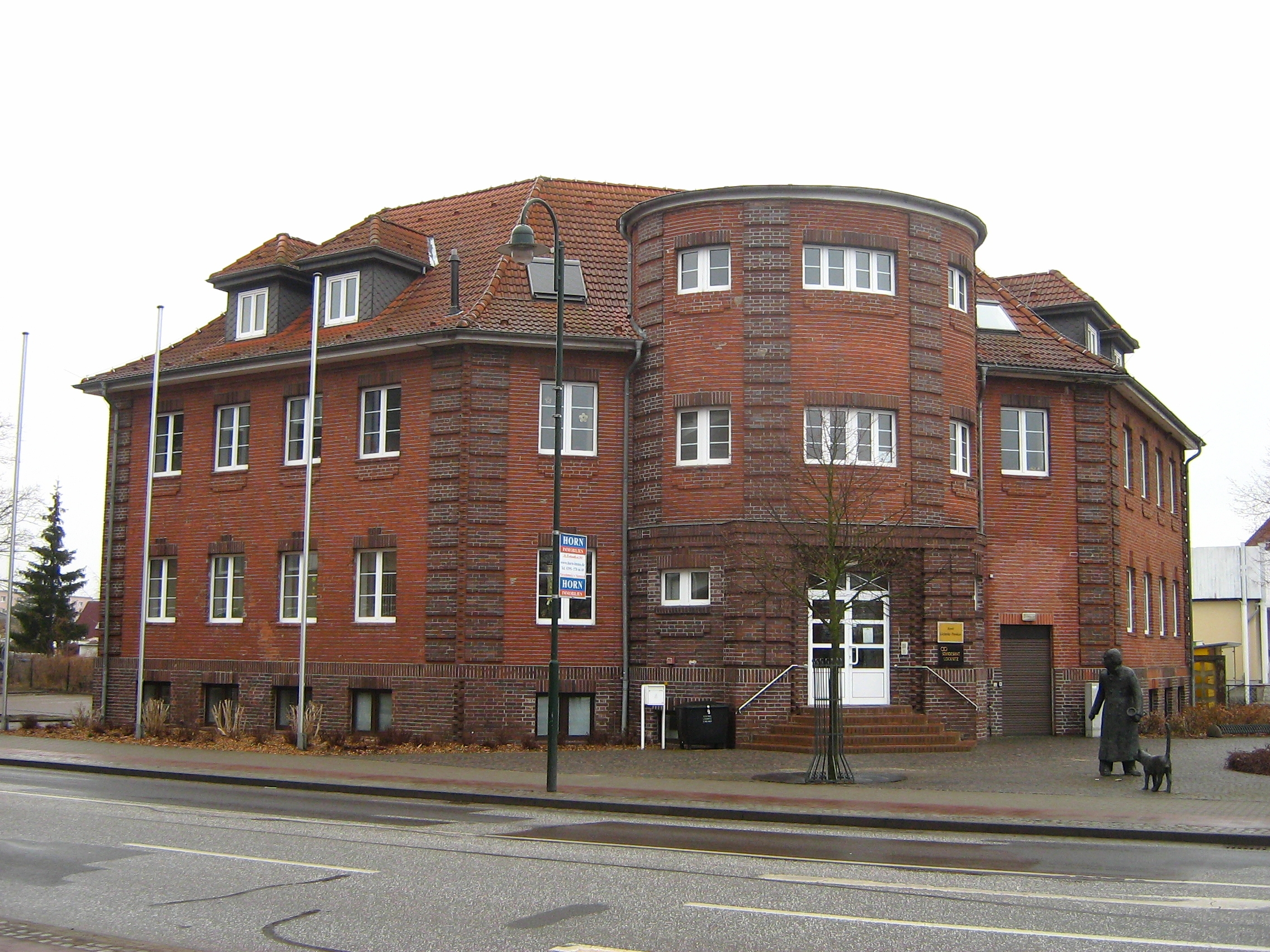
Gebäude des Amtes Löcknitz-Penkun

Siehe: Liste der Gemeindevorsteher und Bürgermeister von Löcknitz
Bis 1922 waren die Gemeindevorsteher von Löcknitz ehrenamtlich tätig. C.A. Schmidt war 1922 der erste Gemeindevorsteher der dieses Amt hauptberuflich ausübte, nachdem er zwei Jahre lang gegen die Gemeinde Löcknitz geklagt hatte. Bis 1945 wurden in Deutschland die Vorsteher einer kleinen Gemeinde üblicherweise als Ortsvorsteher oder Gemeindevorsteher bezeichnet, ab 1945 dann offiziell als Bürgermeister. In der Gemeinde Löcknitz sind die Bürgermeister heute ehrenamtlich tätig.
- seit 2014: Detlef Ebert (CDU)

Ebert wurde bei der Bürgermeisterwahl am 9. Juni 2024 mit 60,6 % der gültigen Stimmen in seinem Amt bestätigt. Seine Amtsdauer beträgt fünf Jahre.

### Wahlkreise
Die Gemeinde Löcknitz gehört zu den folgenden Wahlkreisen:
- Bundestagswahlkreis 16: Mecklenburgische Seenplatte I – Vorpommern-Greifswald II. Bei der Bundestagswahl 2021 wurde Erik von Malottki (SPD) mit 24,8 % der Stimmen gewählt.
- Landtagswahlkreis 36: Vorpommern-Greifswald V. Bei der Landtagswahl in Mecklenburg-Vorpommern 2021 wurde Bettina Martin (SPD) mit 30,6 % der Stimmen gewählt
- Kreistagswahlbereich 11: Stadt Strasburg – Amt Löcknitz-Penkun – Amt Uecker-Randow-Tal. Bei der Kreistagswahl in Vorpommern-Greifswald 2019 erhielt Beate Schlupp (CDU) mit 11,5 % die meisten Stimmen und zog mit 6 anderen Kandidaten aus diesem Wahlbereich in den insgesamt 69 Sitze umfassenden Kreistag Vorpommern-Greifswald ein.[32]

### Wappen
| Wappen von Löcknitz | Blasonierung: „Über grünem Schildfuß, darin eine silberne Wellenleiste, in Silber eine rote Burg mit einem rechtsstehenden eckigen Turm mit offenem schwarzen Tor und einer linksstehenden Mauer mit vier Zinnentürmen, die beiden mittleren erhöht und mit zwei offenen schwarzen Toren; begleitet im linken Obereck von einem schräglinks gestellten grünen Eichenblatt.“ |
| Wappen von Löcknitz | Wappenbegründung: Das Hauptsymbol des Wappens, eine rote Burg, erinnert an die einstige Burg Löcknitz und deren bedeutende Rolle als Grenzfeste zwischen Pommern und Brandenburg. Die Wellenleiste im grünen Schildfuß steht einerseits für die Randow, die durch die Wiesen der Flussaue des Randowbruchs fließt und andererseits für die Furt die hier in Löcknitz durch die Randow führte und deren wichtige militär-strategische Bedeutung für die Geschichte der Burg und des Ortes Löcknitz. Das Eichenblatt soll hingegen symbolisch die Tausendjährige Eiche von Löcknitz „Irmtruds Eiche“ sowie die waldreiche Umgebung des Ortes repräsentieren. Das Wappen wurde durch die Greifswalder Firma Historika – Militaria – Faleristika GbR gestaltet. Es wurde am 26. Juni 2003 durch das Ministerium des Innern genehmigt und unter der Nr. 281 der Wappenrolle des Landes Mecklenburg-Vorpommern registriert. |

### Dienstsiegel
Das Dienstsiegel zeigt das Gemeindewappen mit der Umschrift „GEMEINDE LÖCKNITZ * LANDKREIS VORPOMMERN-GREIFSWALD“.

### Partnerstädte

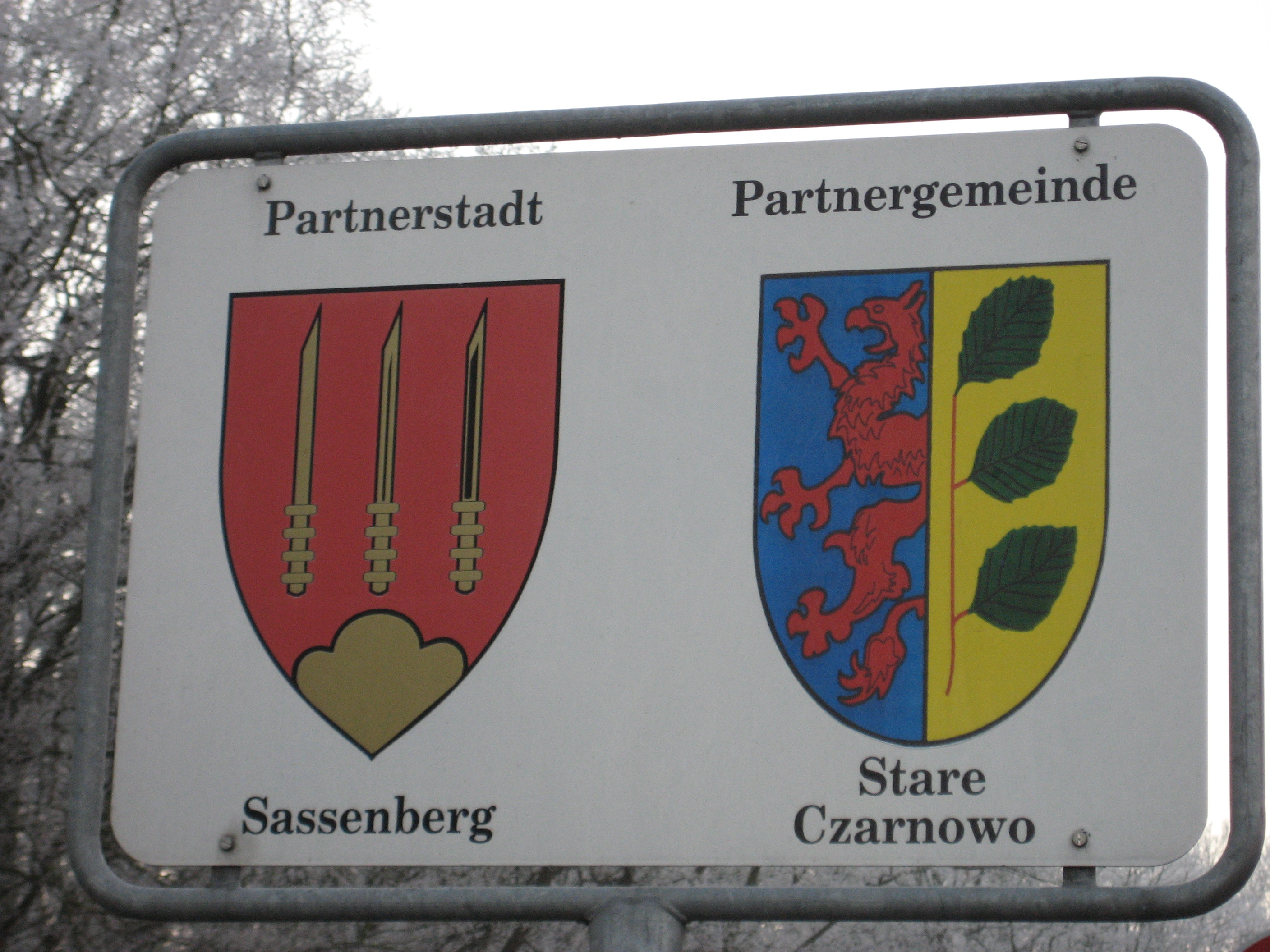
Partnerstädte von Löcknitz

- Sassenberg in Nordrhein-Westfalen (Westfalen/Münsterland)
 Der Freundschaftsvertrag zwischen der Gemeinde Löcknitz und der Stadt Sassenberg wurde am 5. Oktober 1991 unterzeichnet. Das 20-jährige Jubiläum der Vertragsunterzeichnung wurde am 5. Oktober 2011 feierlich in Löcknitz begangen[34]
- Stare Czarnowo (deutsch: Neumark) in Polen (Woiwodschaft Westpommern)
 Der Partnerschaftsvertrag zwischen der Gemeinde Löcknitz und der Gemeinde Stare Czarnowo wurde am 30. April 2004 unterzeichnet.[34]

## Sehenswürdigkeiten und Kultur

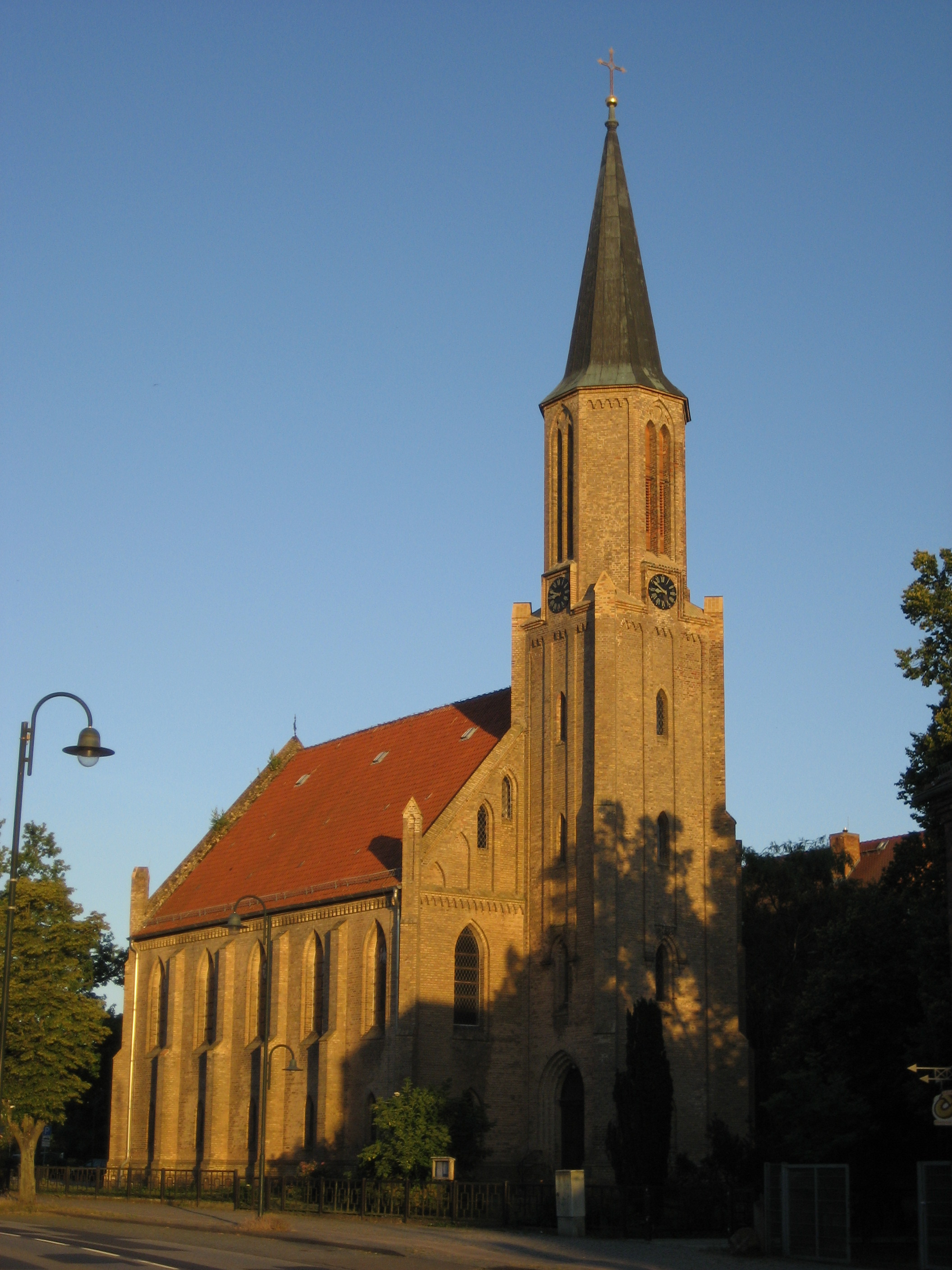
Evangelische Kirche Löcknitz; Blickrichtung Nordwesten, von der Chausseestraße

### Bauwerke
- Evangelische Dorfkirche Löcknitz als neugotische Saalkirche von 1870/71 nach Plänen von Bauinspektor Kühnle sowie das Pfarrhaus mit dem Pfarramt, Chausseestraße 99; zur Pfarrstelle gehören die Kirchorte Löcknitz, Bergholz, Plöwen, Wilhelmshof und Bismark sowie die Ortschaften Löcknitz-Waldesruh, Löcknitz-Camp, Grenzdorf, Gellin, Hohenfelde, Linken und Linken-Marienthal.
- Reste der sanierten Burg Löcknitz von vor 1212 mit achteckigem erhaltenem Bergfried
- Gemeindeamt (ehemalige Sparkasse), Chausseestraße 30
- Alte Schule (Bürgerhaus) Sitz des Bürgermeisters der Gemeinde Löcknitz und der Bibliothek, Chausseestraße 96
- Feldsteinkirche und Dorfschmiede im Ortsteil Gorkow
- Bronzerelief Verwehte Blätter von 1999 auf dem Marktplatz mit historischen Daten aus der Geschichte der Gemeinde
- Nachtwächter Bartel mit Kater (Löcknitzer Original) als Bronzeskulpturen vor dem Gebäude des Amtes Löcknitz-Penkun, vom Bildhauer Thomas Jastram 2001 entworfen. Mit den Skulpturen verbindet sich die Anekdote vom Löcknitzer Nachtwächter Bartel:

„Oll’ Bartel war ein Löcknitzer Original. Gab es etwas, was alle Löcknitzer wissen sollten, so ging er mit einer gewichtigen Klingel, sie hatte einen kräftigen Handgriff, durch den Ort und ‚klingelte aus‘. Alle 200 m setzte er von neuem an, entfaltete ein Papier und fing an abzulesen. Die Einwohner stürmten dann an Fenster und Türen, um nichts zu verpassen. Zu seinen Aufgaben als Nachtwächter gehörte es auch, bei Bränden mit einem Horn durch den Ort zu laufen, um zu alarmieren. Um 1910/11, als es in Löcknitz brannte, tutete Bartel nicht! Zum Bürgermeister gerufen erklärte er, dass er keine Zähne mehr hätte und so nicht mehr sein Horn blasen könne. Der Nachtwächter bekam auf Kosten der Gemeinde ein Gebiss. Der nächste Brand ließ nicht lange auf sich warten. Um diese Zeit brannte es sehr oft in Löcknitz … Aber Nachtwächter Bartel tutete wieder nicht! Erneut zum Bürgermeister gerufen und zur Rede gestellt, erklärte er: ‚Jo, der Doktr hät sächt, nachts soll ick min Gebiss int Water leggen. Und ohne Gebiss kann ick doch nich tuten!‘“
Siehe auch Liste der Baudenkmale in Löcknitz

### Naturdenkmale
- Schälchenstein im Wald südlich des Löcknitzer Sees in der Nähe des Stauwehrs an der Randow
- Slawischer Burgwall Hühnerwinkel im Naturschutzgebiet Plöwensches Seebruch zwischen Löcknitz und Plöwen.
- Slawischer Retziner Burgwall am Leichensee zwischen Löcknitz und Retzin-Ausbau als Teil einer dort vom 8. bis 12. Jahrhundert befindlichen slawischen Burganlage.
- Hudeeichen: Im Wald nördlich der August-Bebel-Straße hinter den Bahnschienen stehen rund 30 bis zu 250 Jahre alte Eichen als Reste der Hudewirtschaft aus dem 19. Jahrhundert. Von 1870 bis 1940 befand dazwischen der Alte Schützenplatz.[36][37]
- Tausendjährige Eiche von Löcknitz oder Irmtruds Eiche am Löcknitzer See: Wahrzeichen von Löcknitz, auf dem Löcknitzer Wappen symbolisch als Eichenblatt dargestellt. 1995 grundlegend saniert und Aufstellung eines Feldsteins mit beschrifteter Bronzeplatte als Gedenkstein. Im April 2000 achtjähriger Ableger der Tausendjährigen Eiche als Millennium-Eiche zur Jahrtausendwende am Parkplatz beim Haus am See gepflanzt und zeitgleich Aufstellung eines Feldsteins mit beschrifteter Bronzeplatte als Gedenkstein. Der Brusthöhenumfang beträgt 6,73 m (2016).[38]

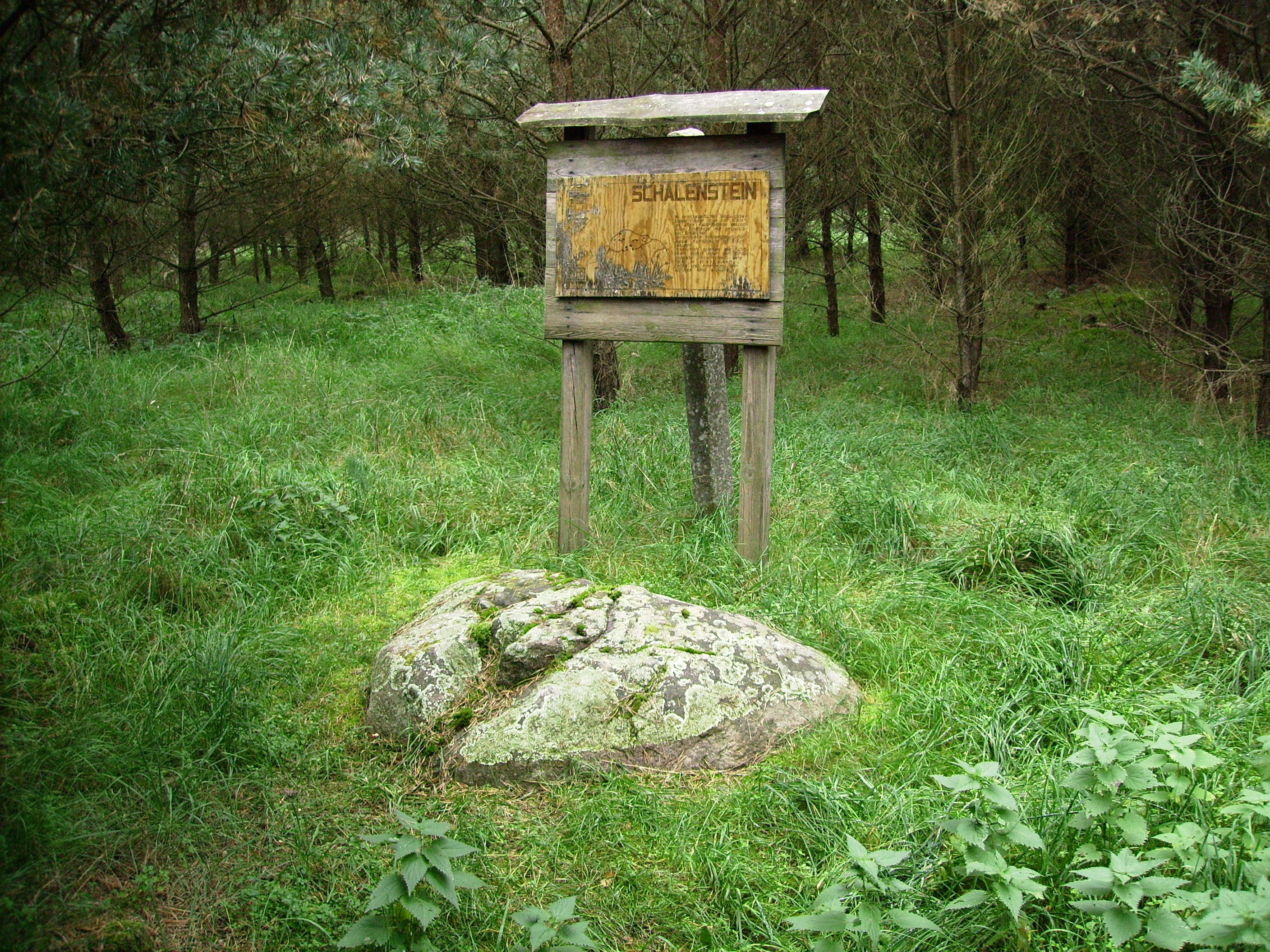
Schälchenstein südlich des Löcknitzer Sees
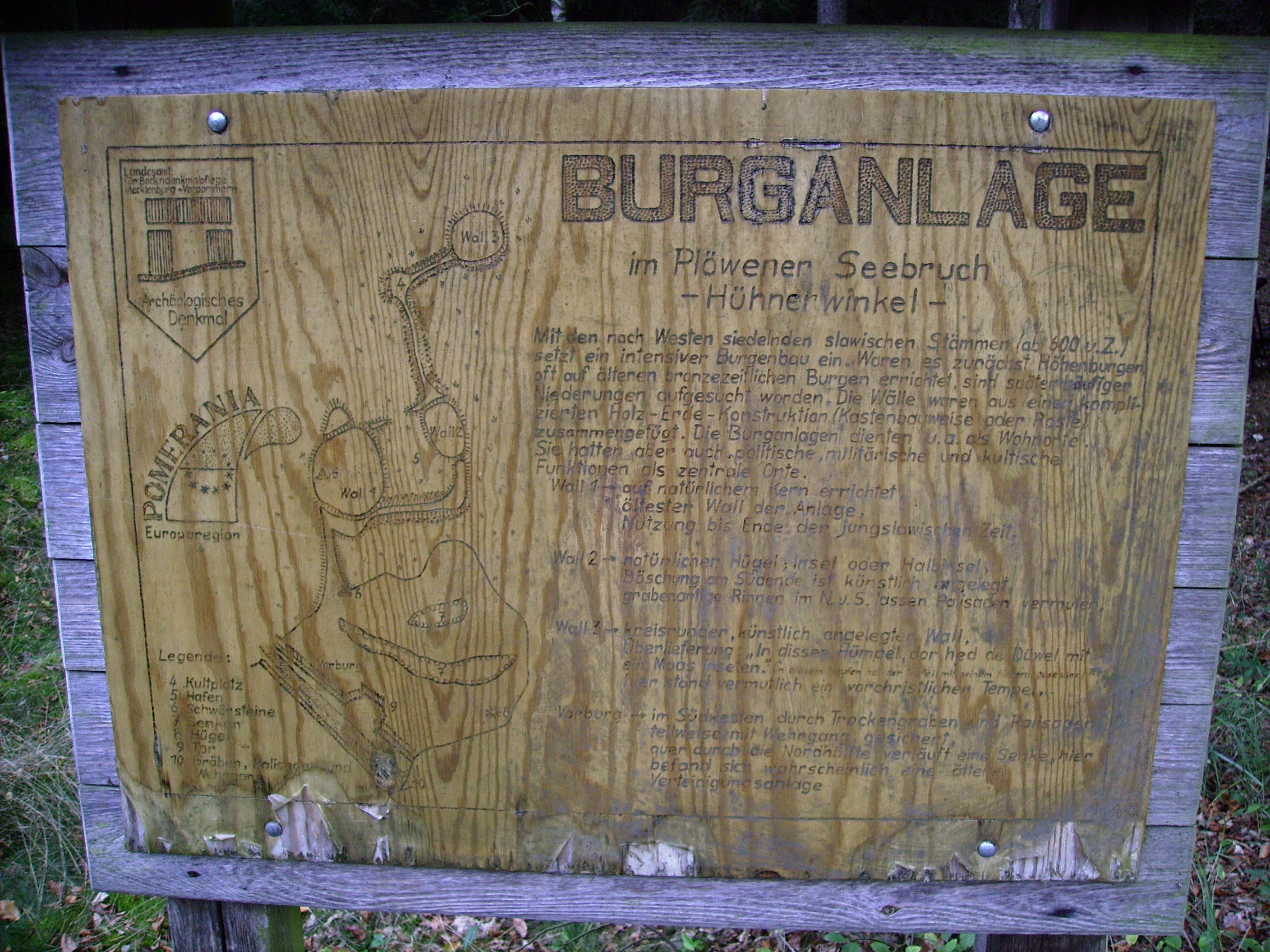
Informationstafel zum slawischen Burgwall Hühnerwinkel
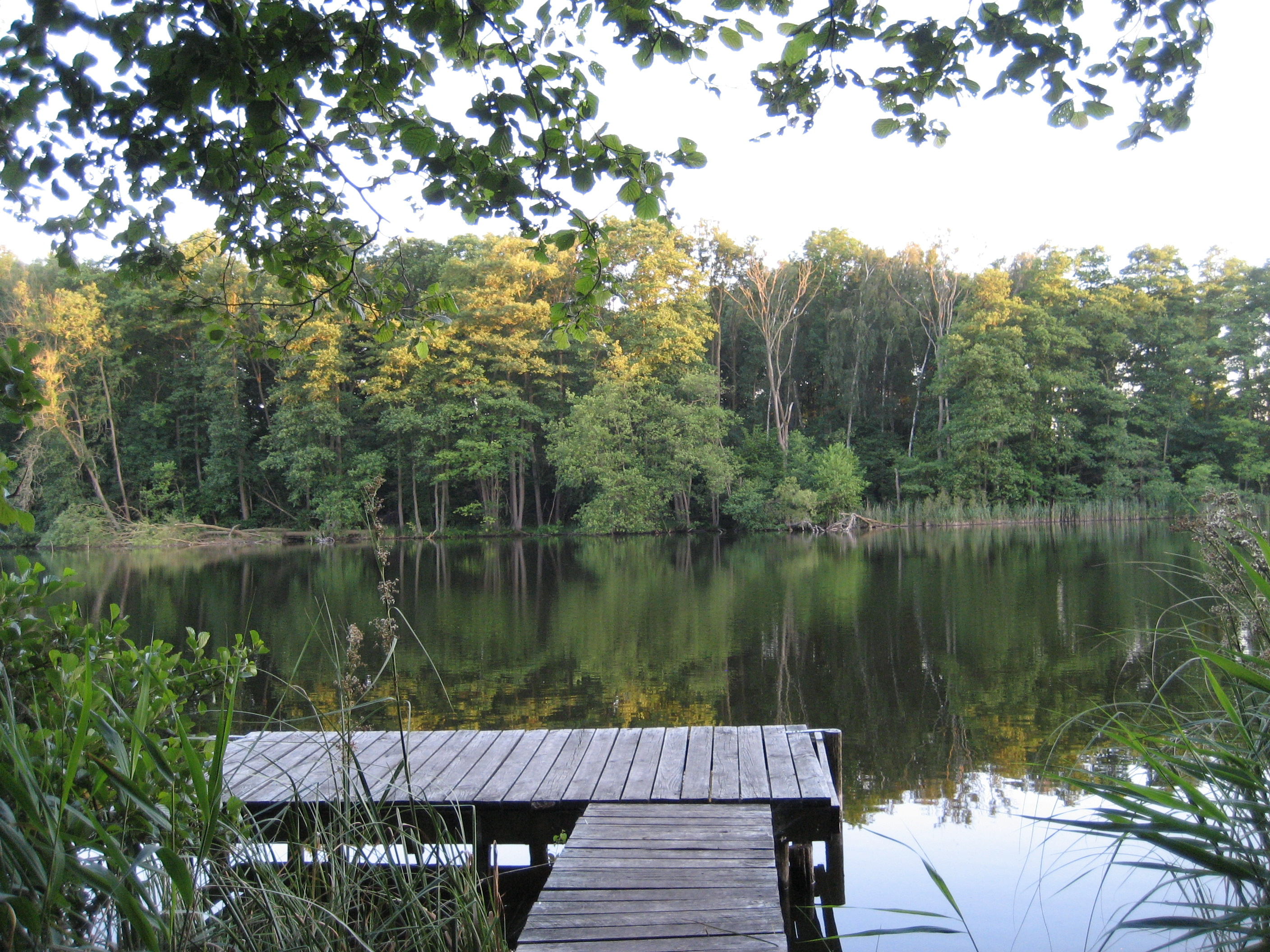
Leichensee mit Blick auf den slawischen Retziner Burgwall
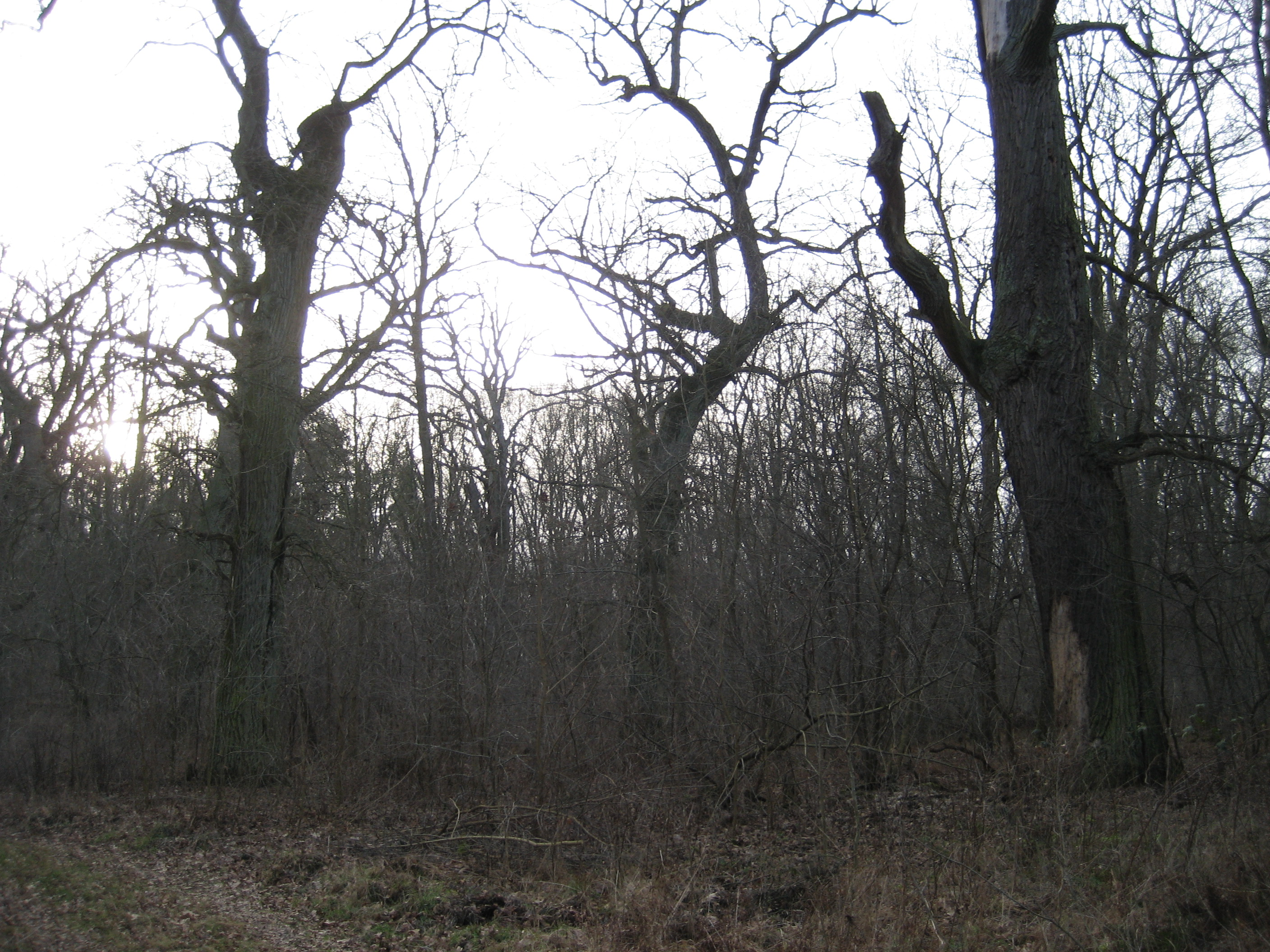
Löcknitzer Hudeeichen
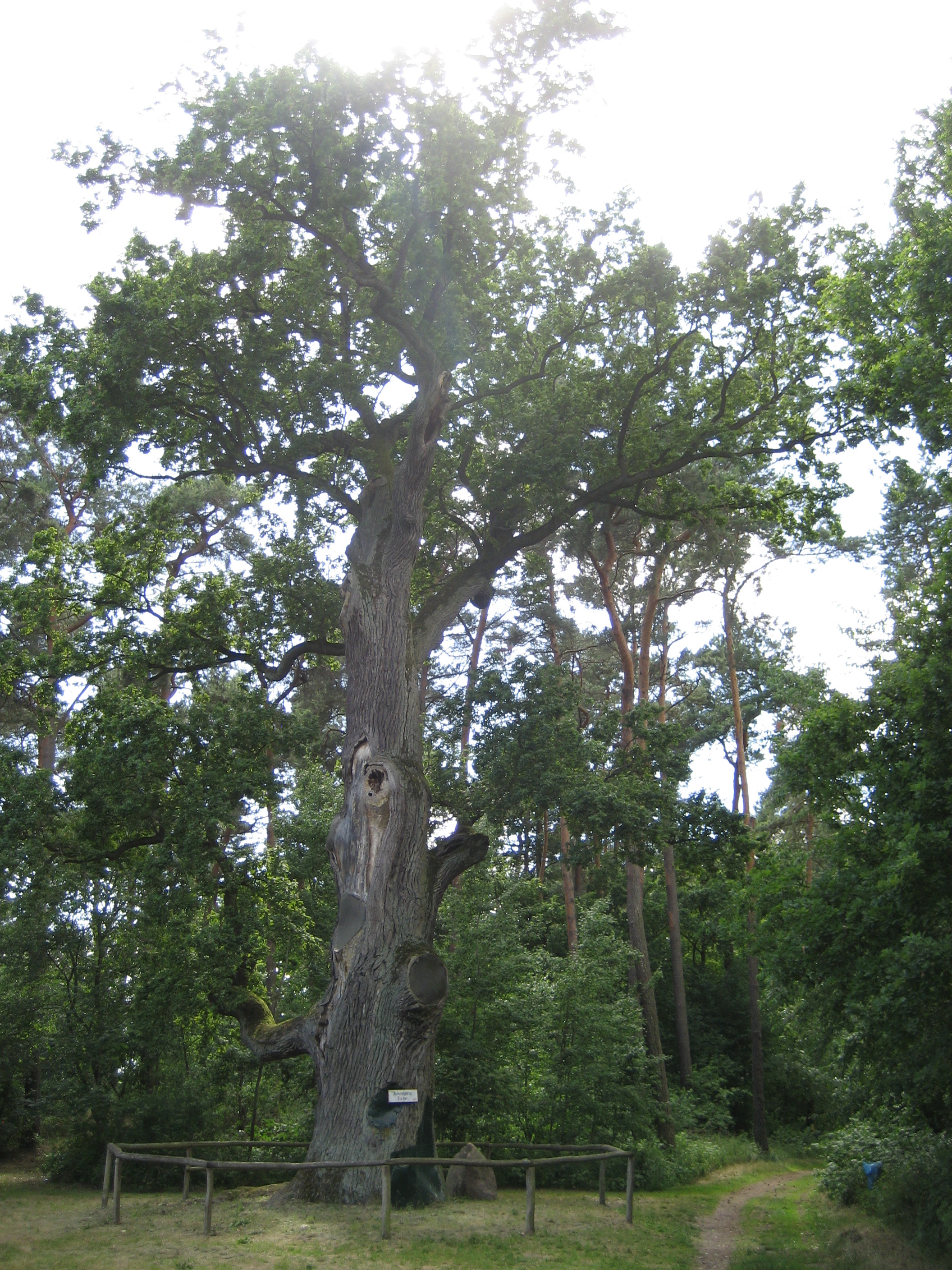
Tausendjährige Eiche
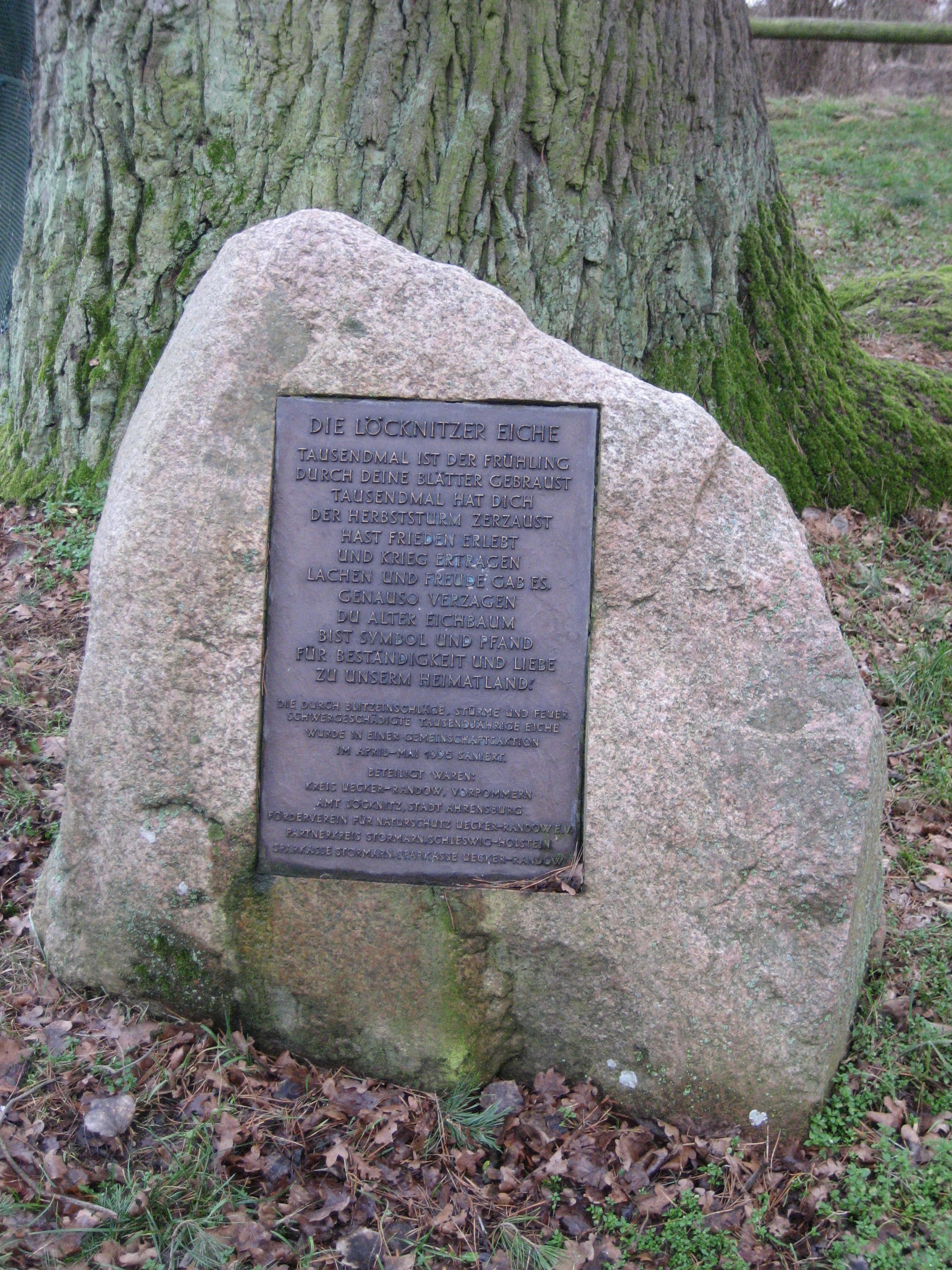
Gedenkstein vor der Tausendjährigen Eiche
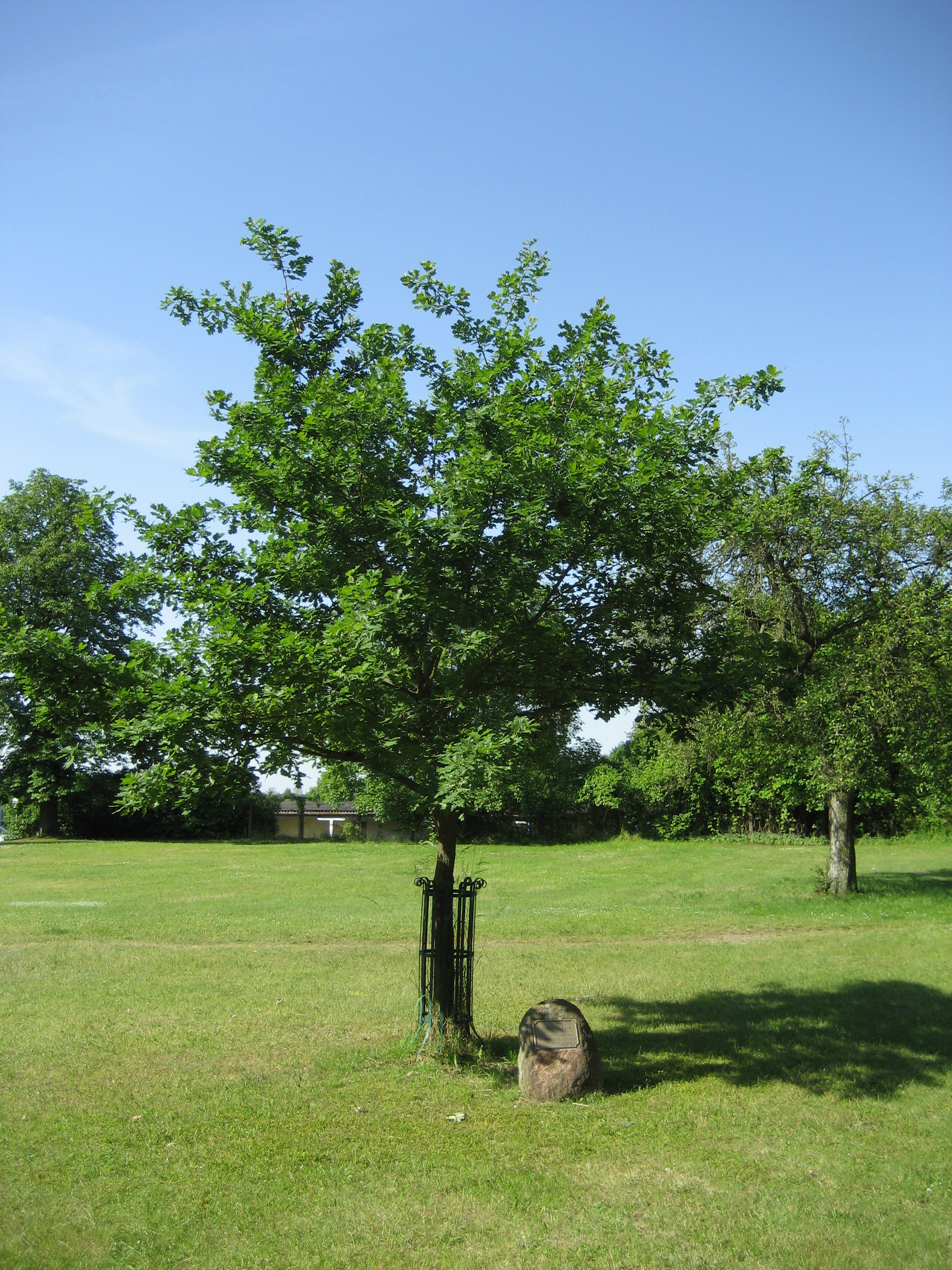
Millennium-Eiche
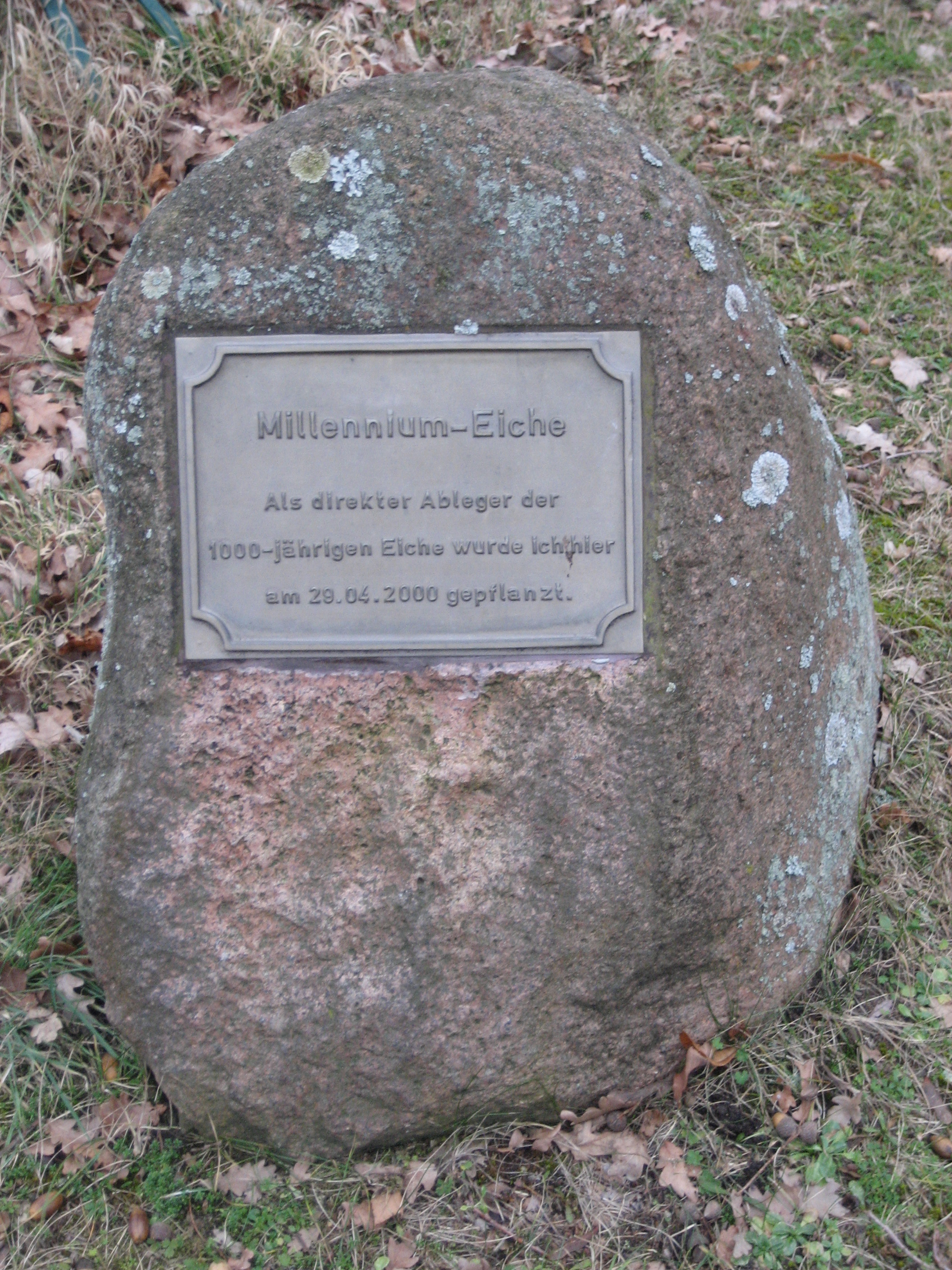
Gedenkstein vor der Millennium-Eiche
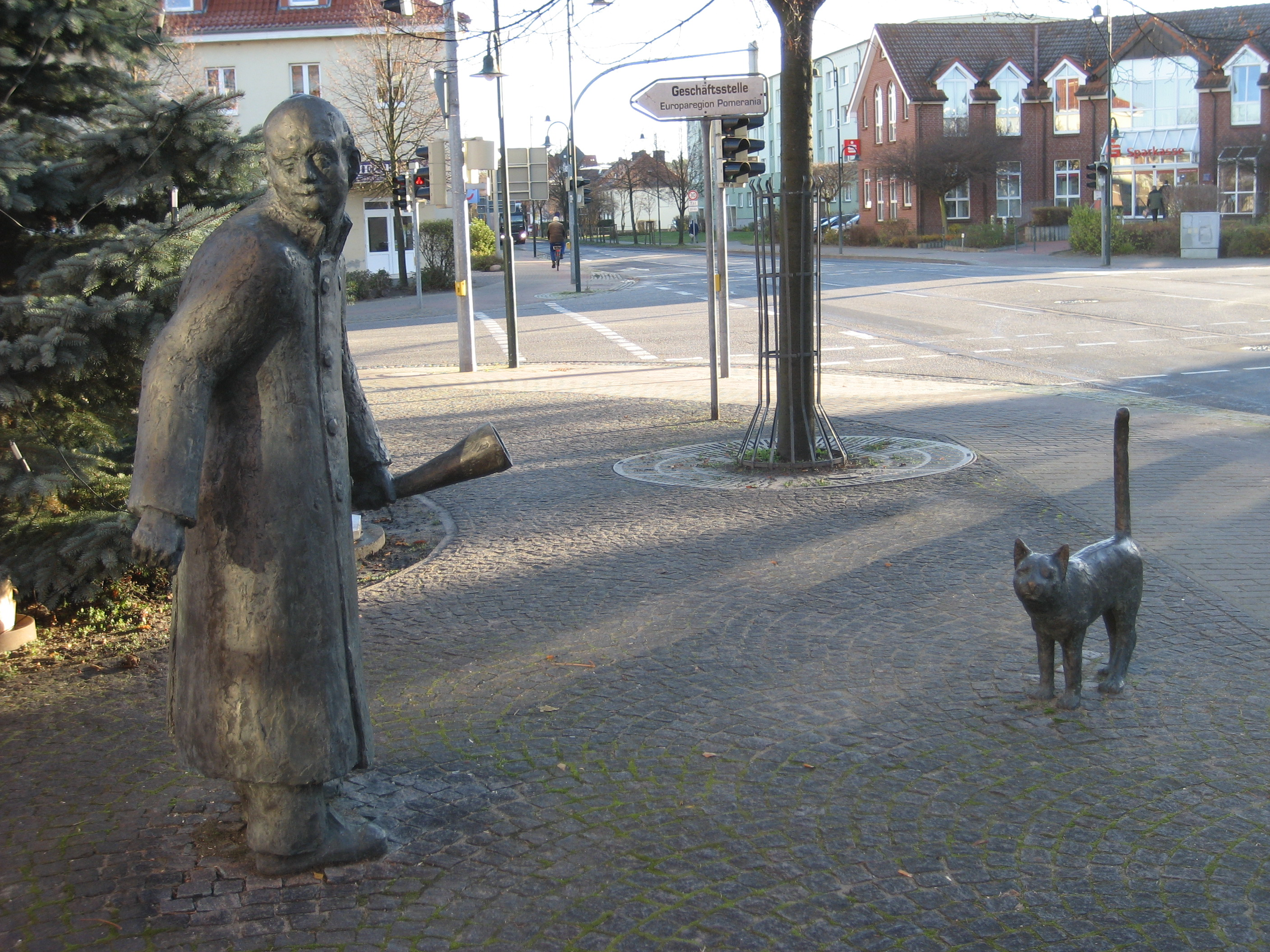
Löcknitzer Original Nachtwächter Bartel mit Kater
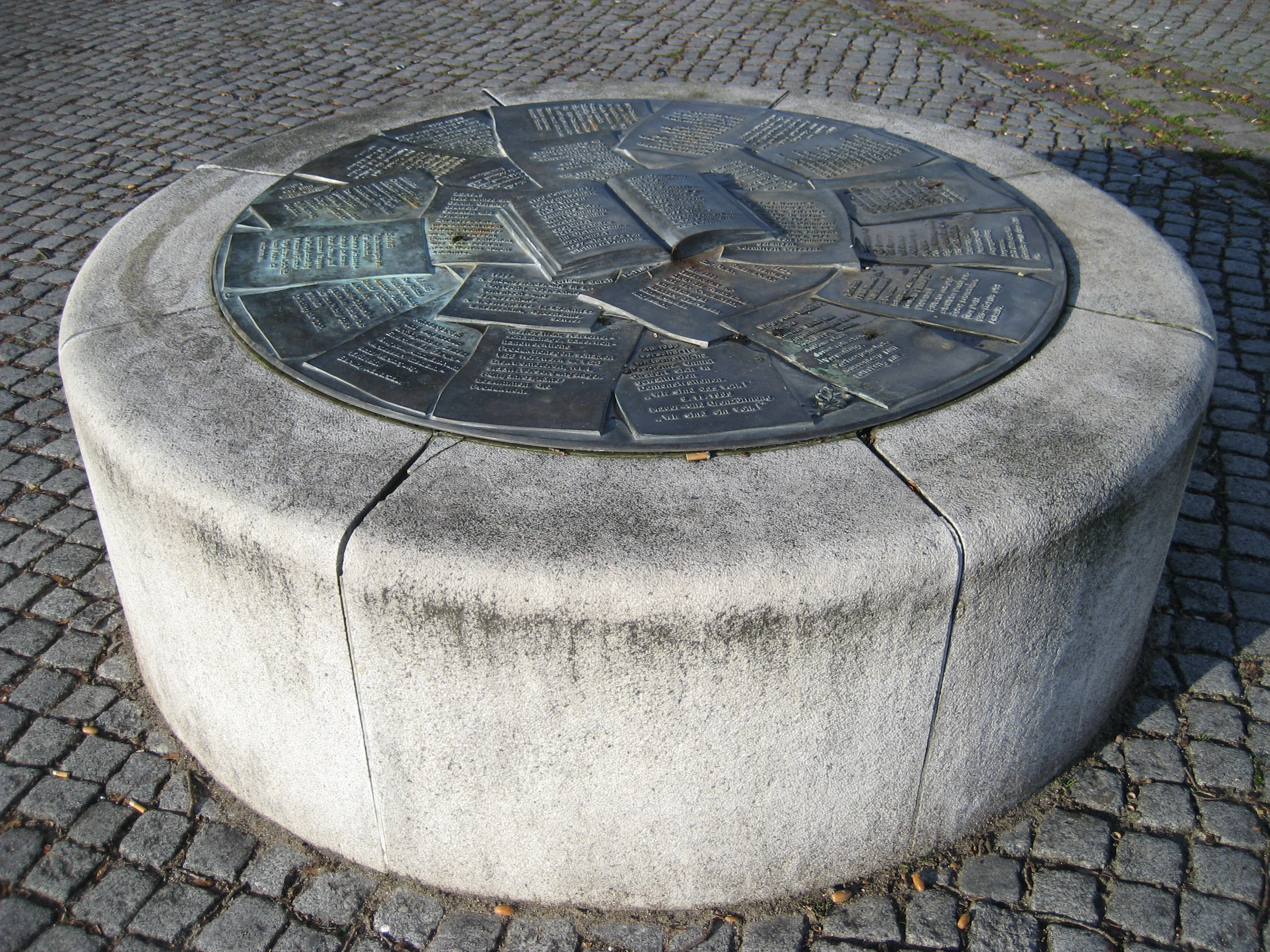
„Verwehte Blätter“ mit historischen Daten von Löcknitz

### Gedenkstätten und Mahnmale
- Kriegerdenkmal 1914/1918 für die im Ersten Weltkrieg gefallenen Soldaten aus Löcknitz am Löcknitzer See, als flach umzäunter, wuchtiger quadratischer Obelisk gestaltet, mit den Namen und Sterbedaten aller 79 gefallener Soldaten aus Löcknitz.

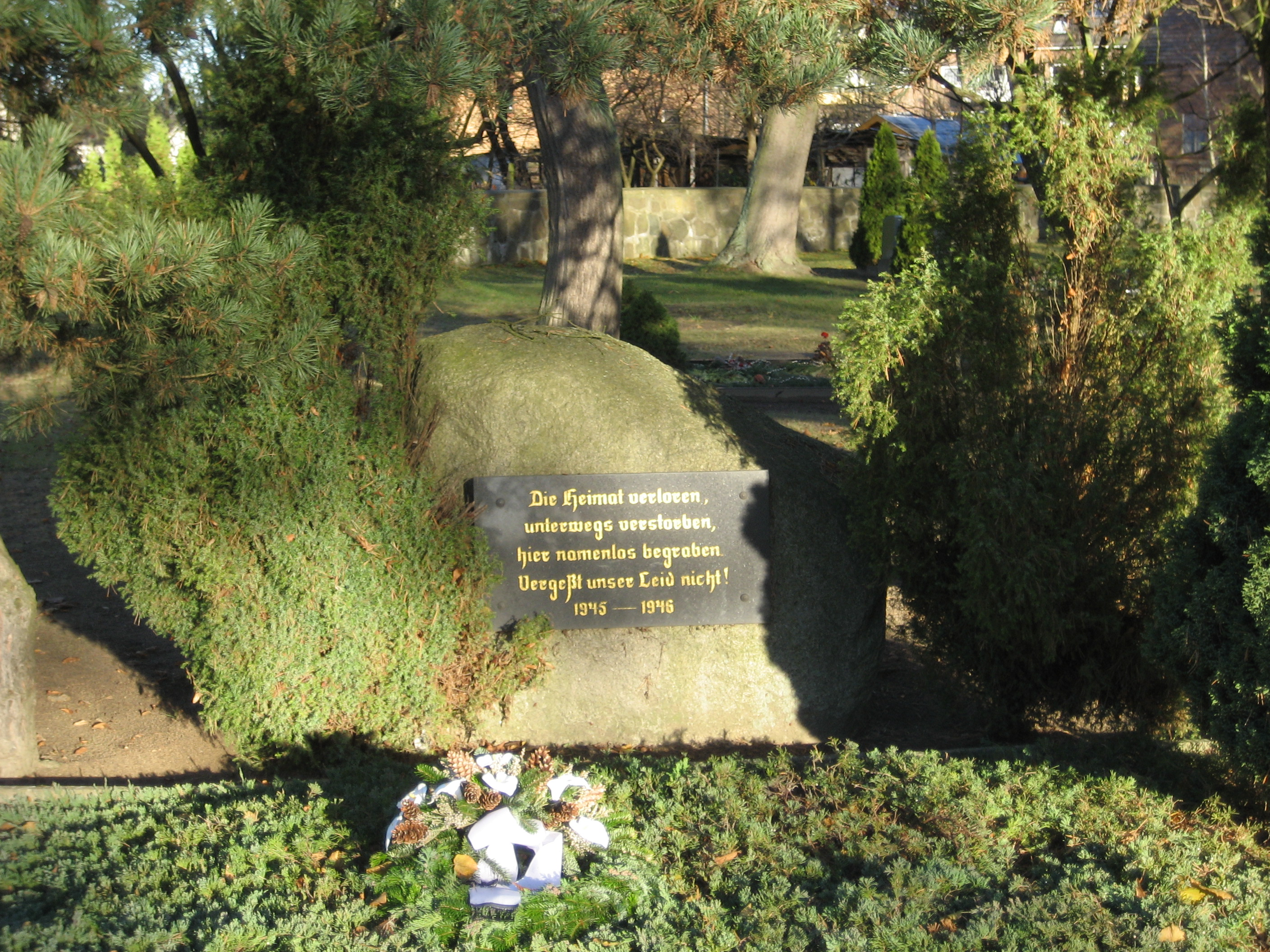
Gedenkstein für die Opfer von Krieg, Gewalt und Vertreibung
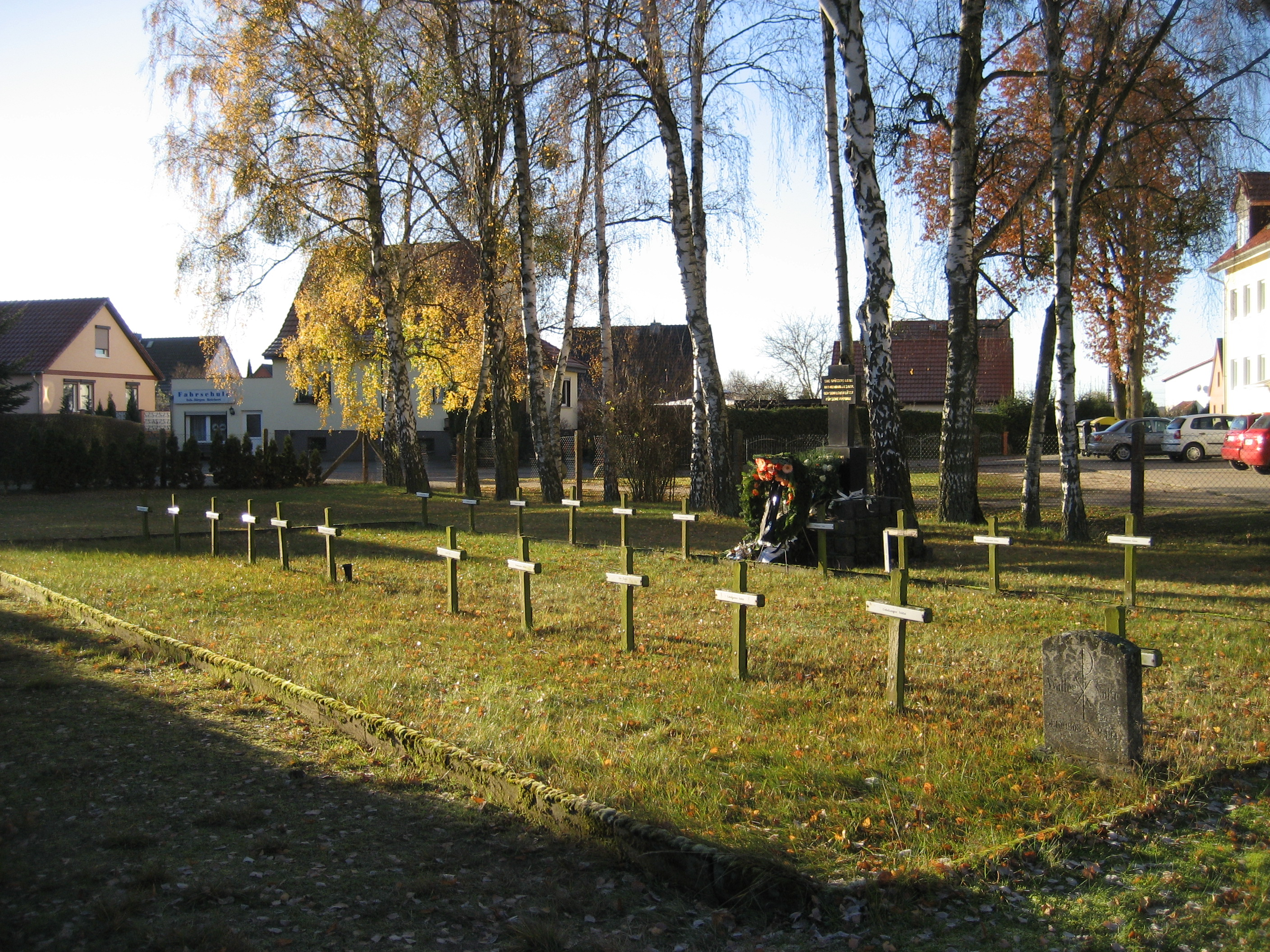
Deutsches Soldatengräberfeld auf dem Löcknitzer Friedhof
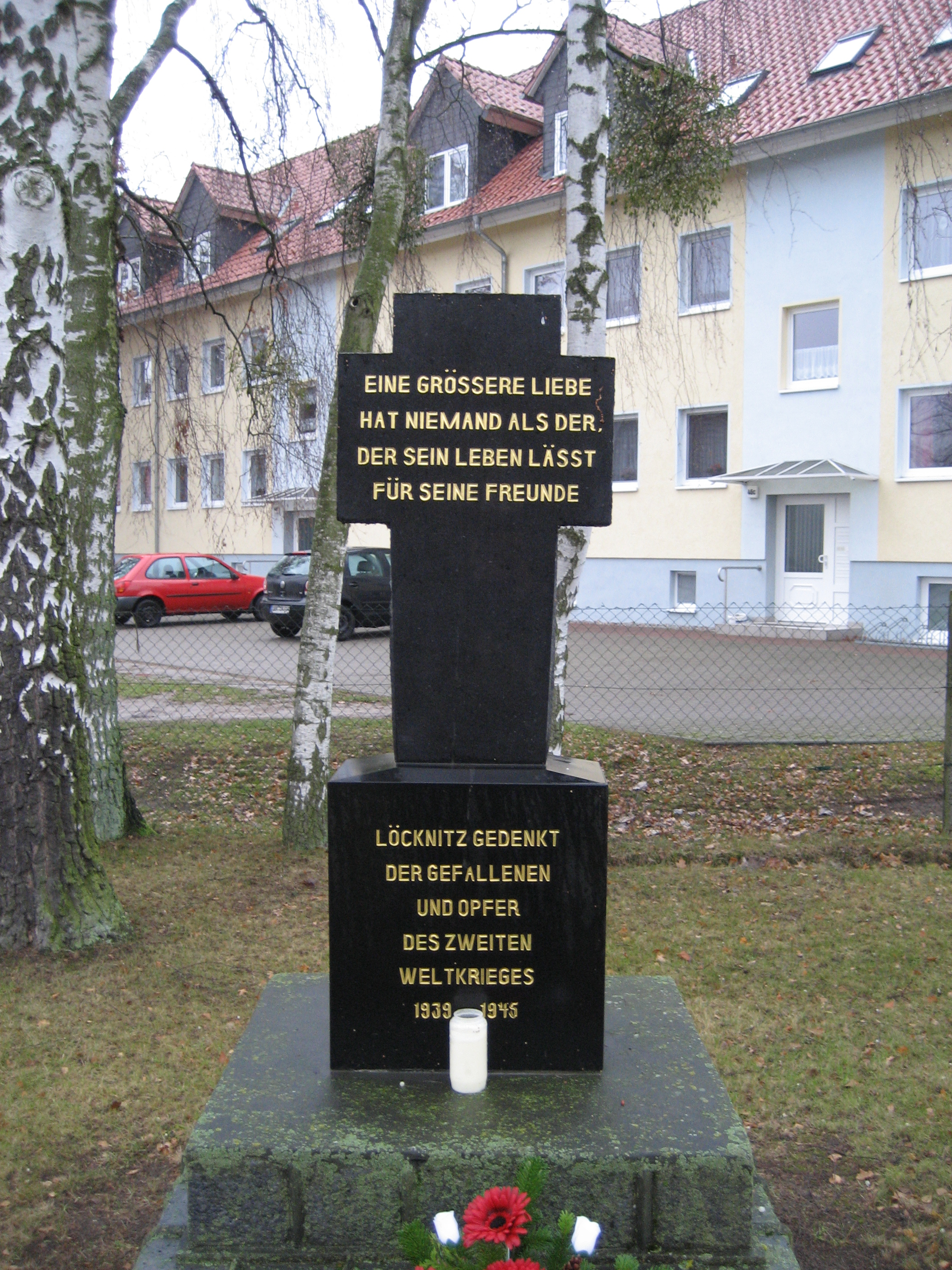
Gedenkstein auf dem Deutschen Soldatengräberfeld
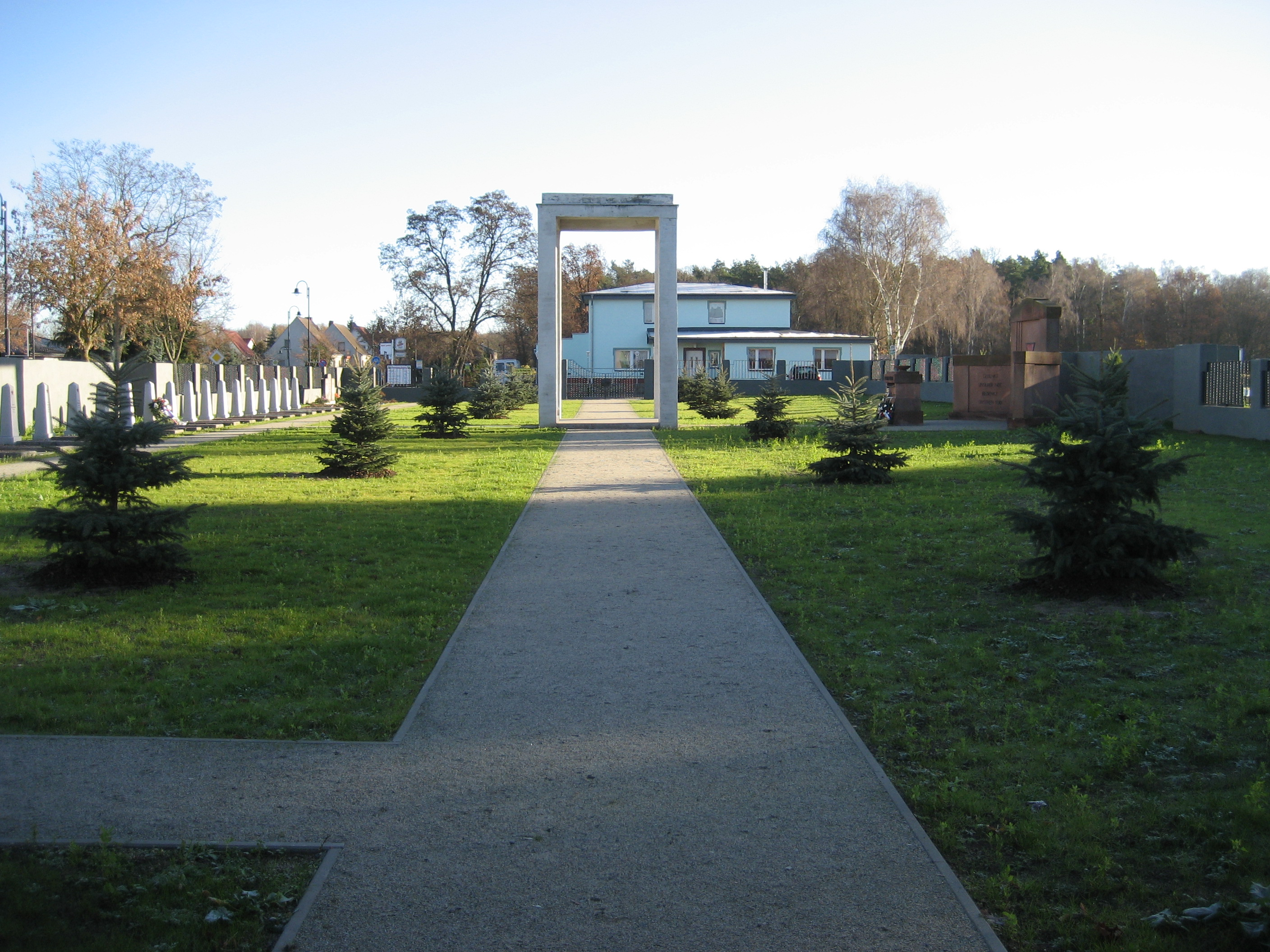
Sowjetischer Ehrenfriedhof
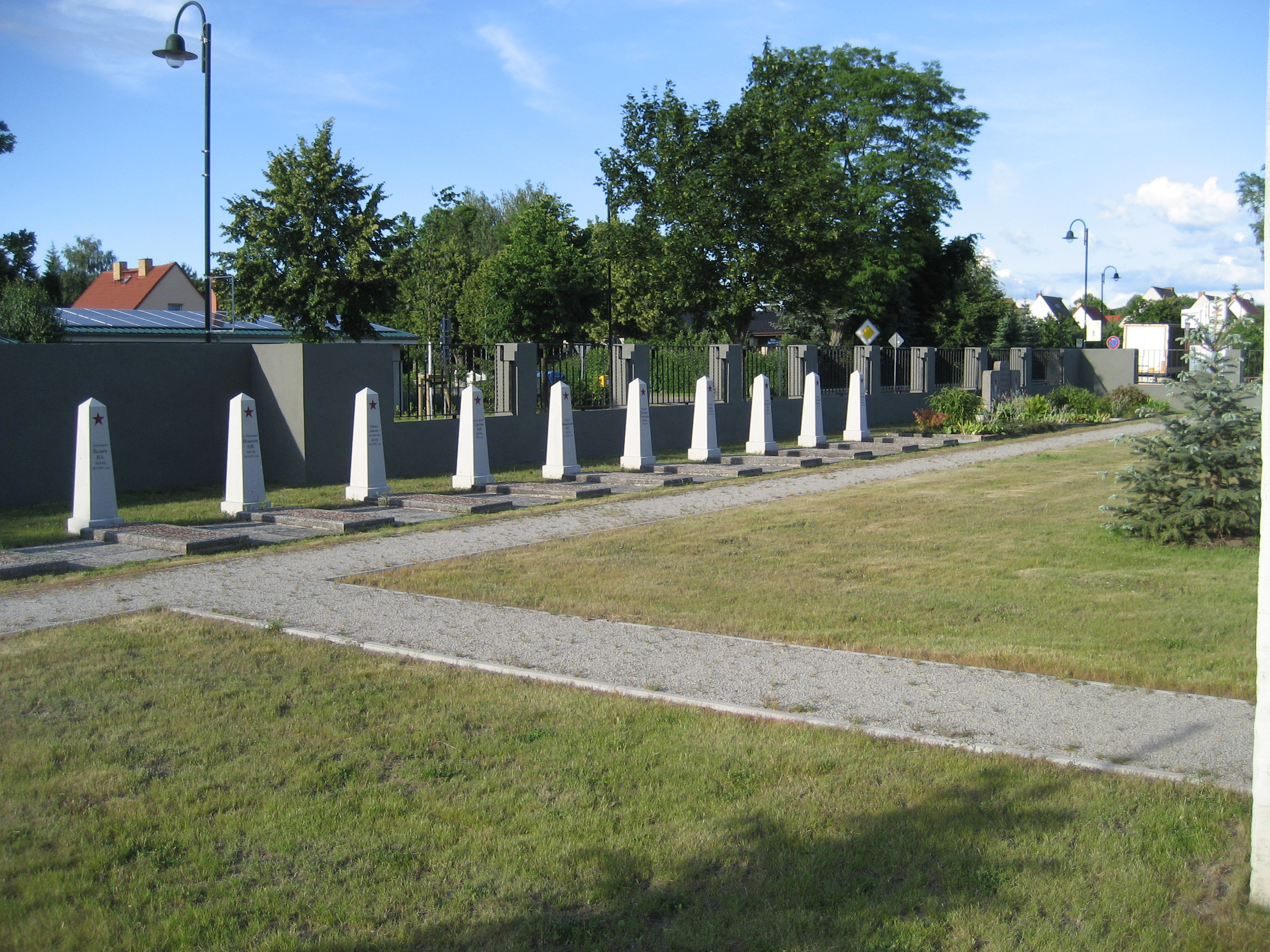
Einzelgräber mit Obeliske auf dem Sowjetischen Ehrenfriedhof
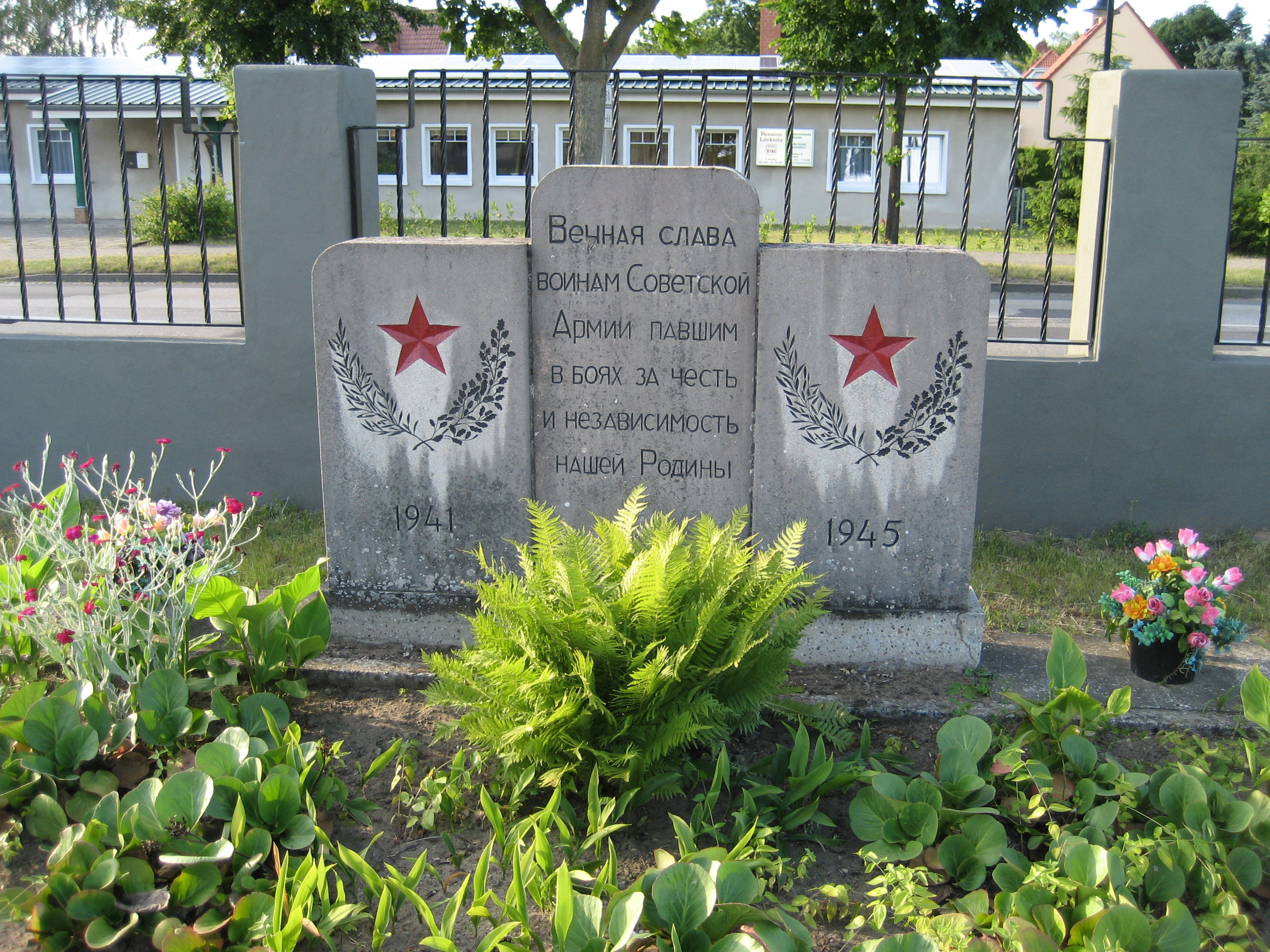
Massengrab auf dem Sowjetischen Ehrenfriedhof
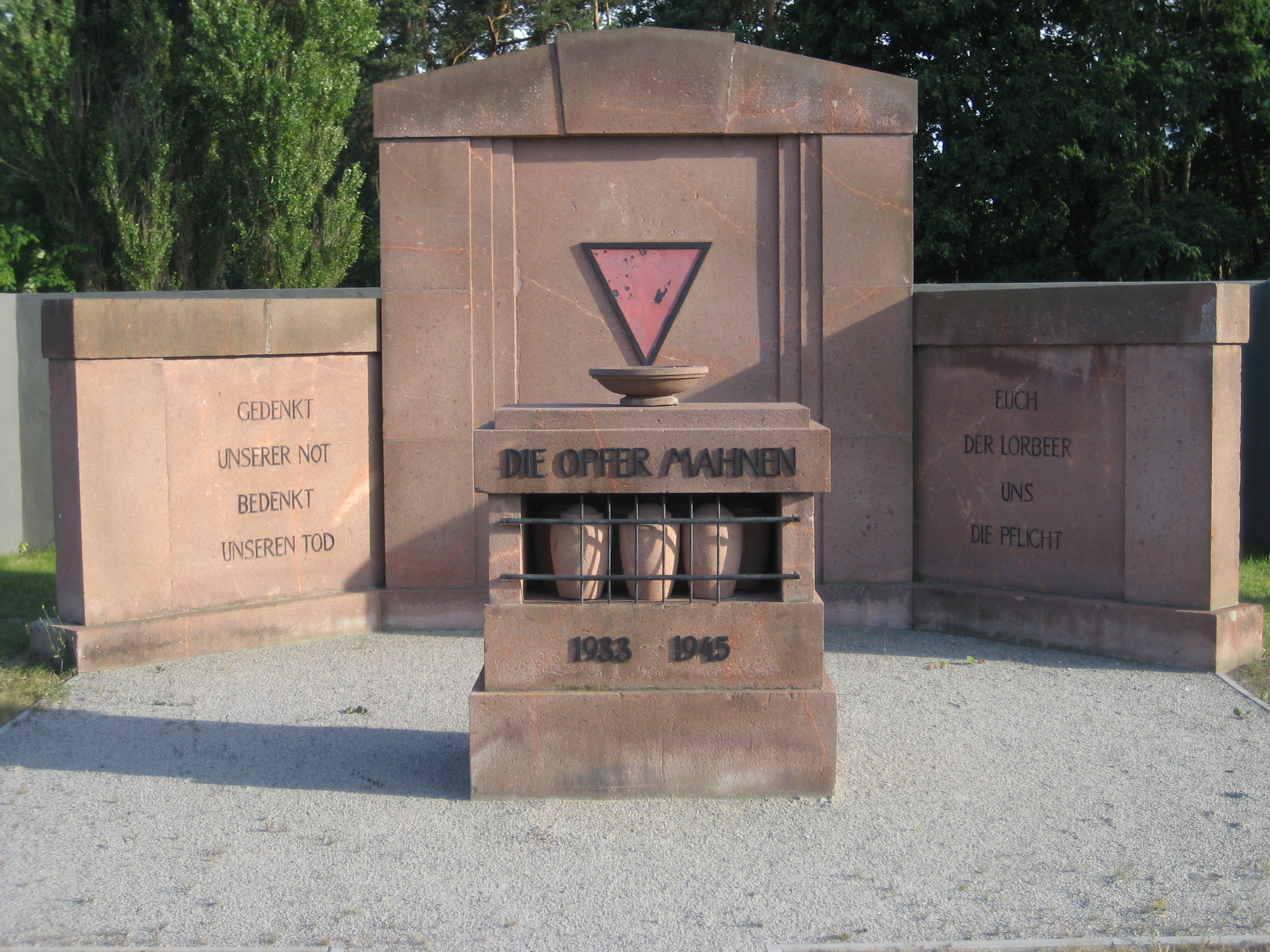
Mahnmal für die Opfer des Faschismus
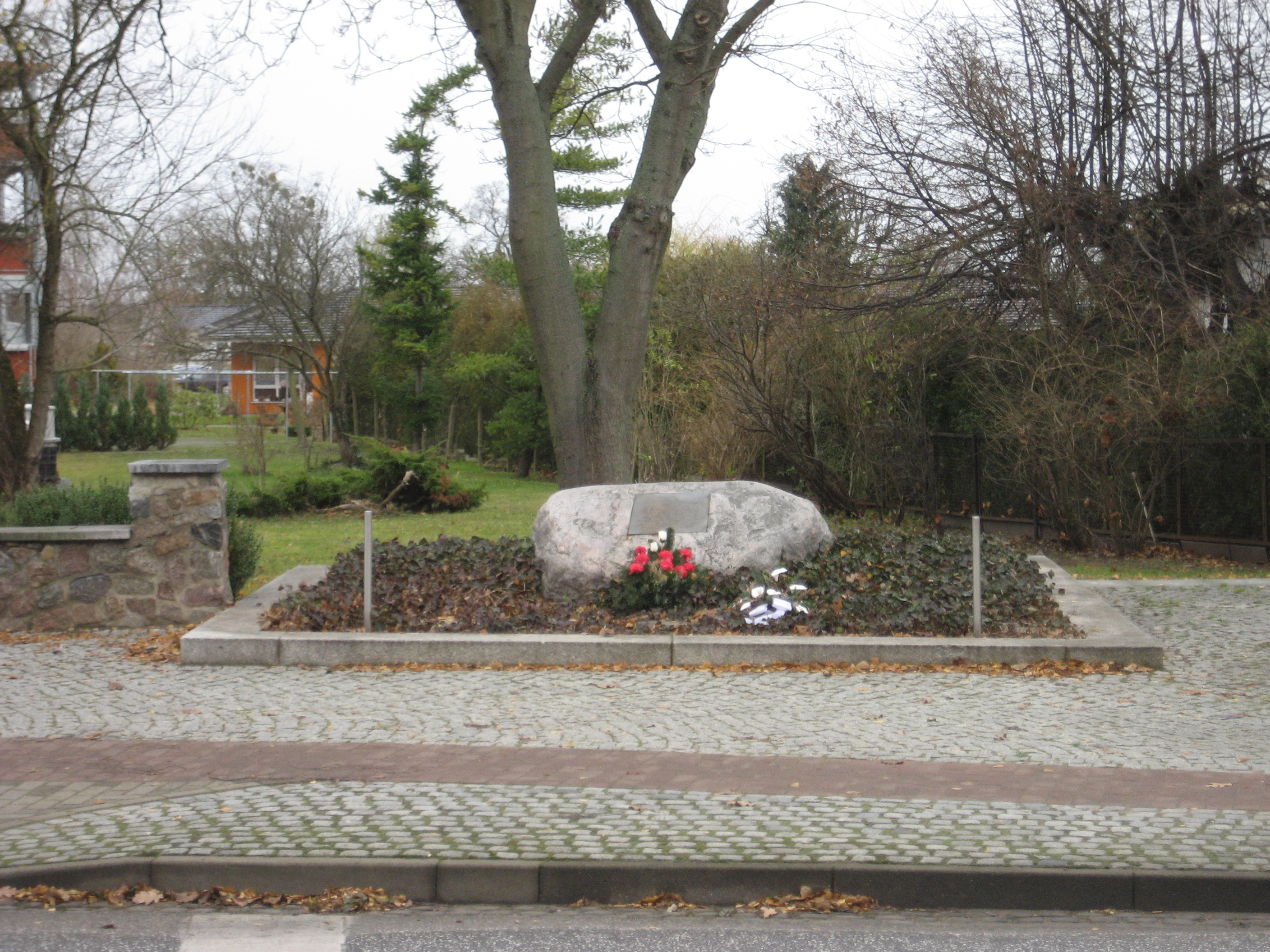
Gedenkstein für die jüdische Gemeinde von Löcknitz
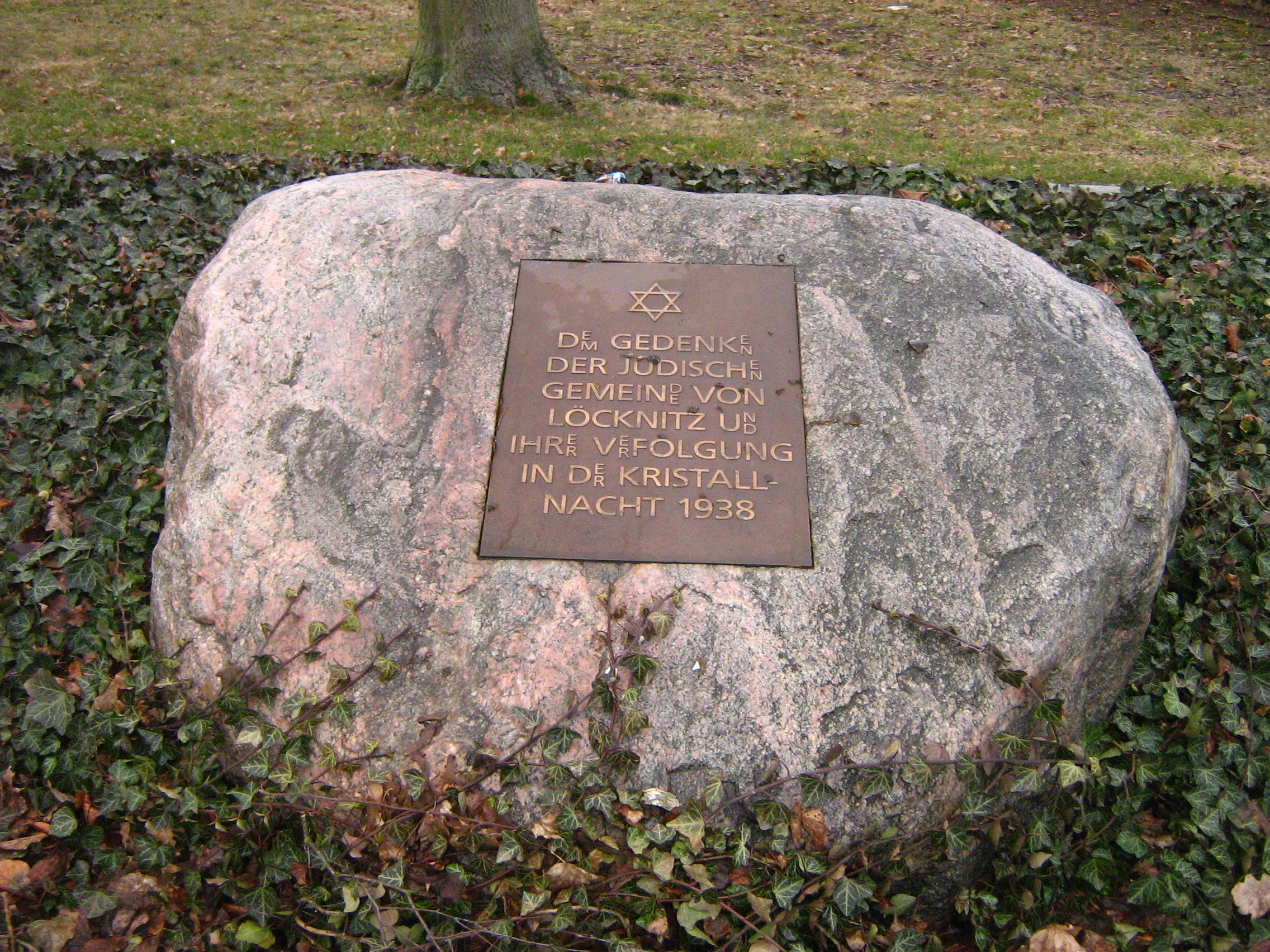
Gedenksteins für die jüdische Gemeinde mit Aufschrift
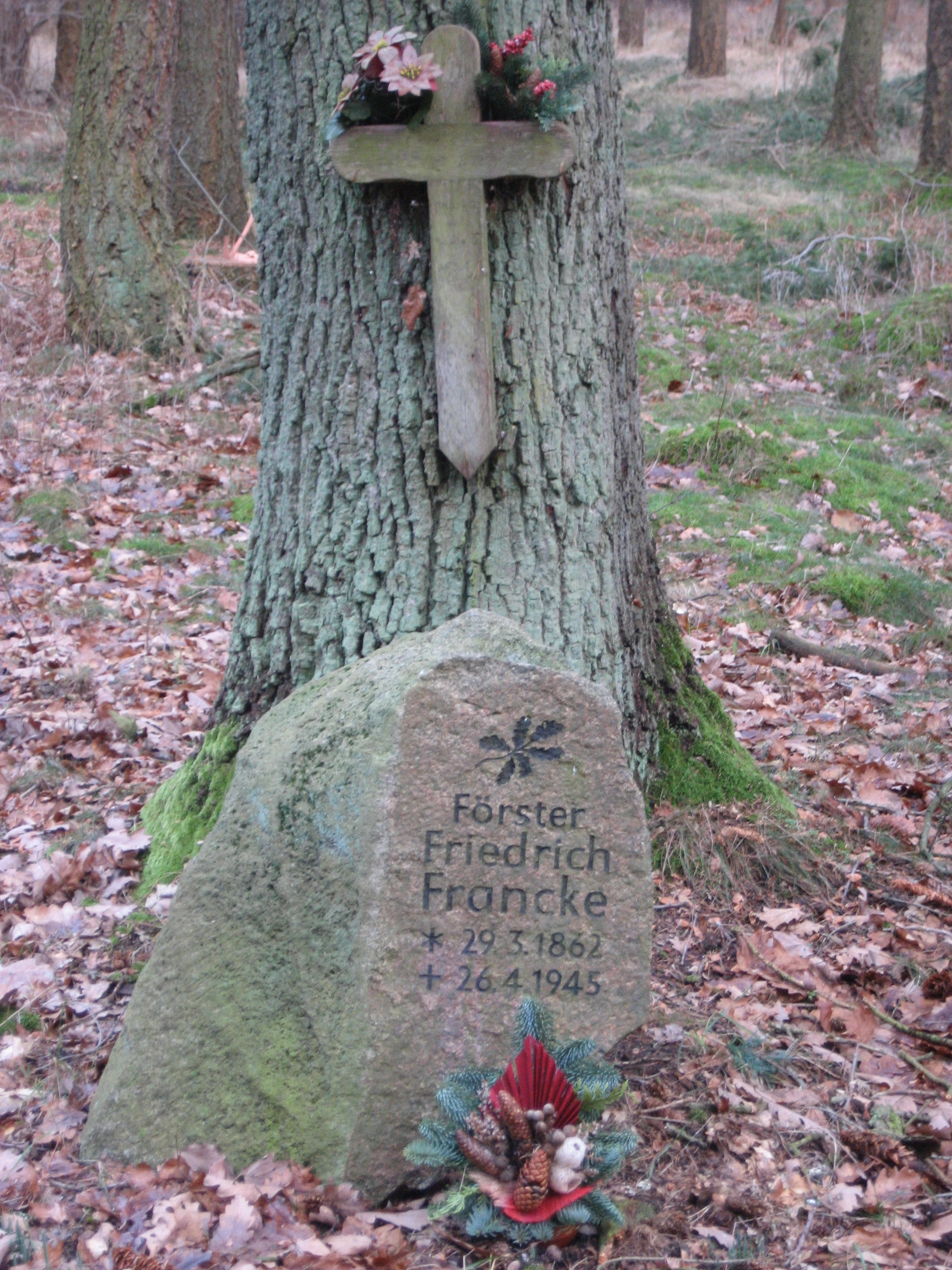
Gedenkstein für den Förster Friedrich Francke
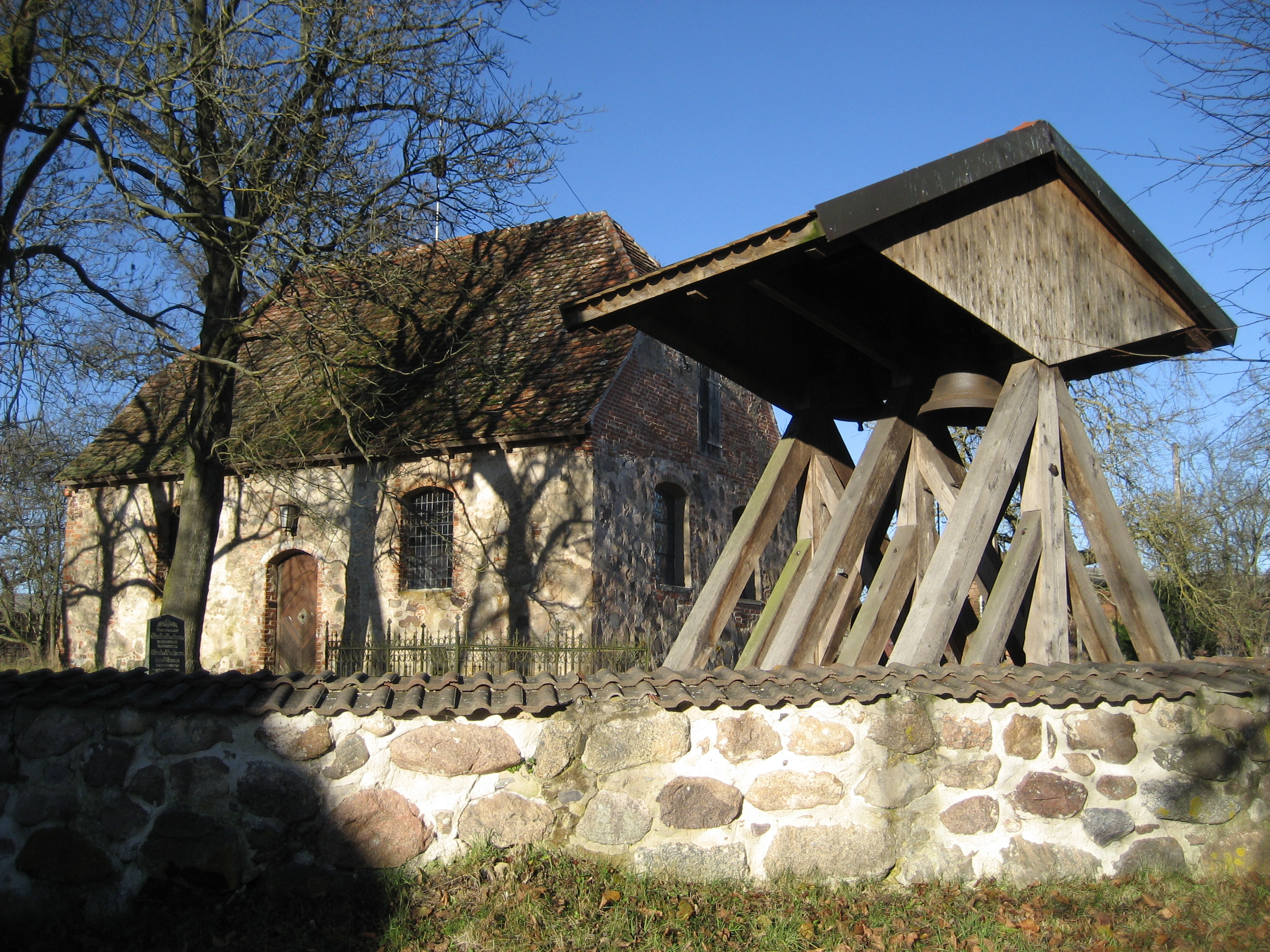
Feldsteinkirche in Gorkow
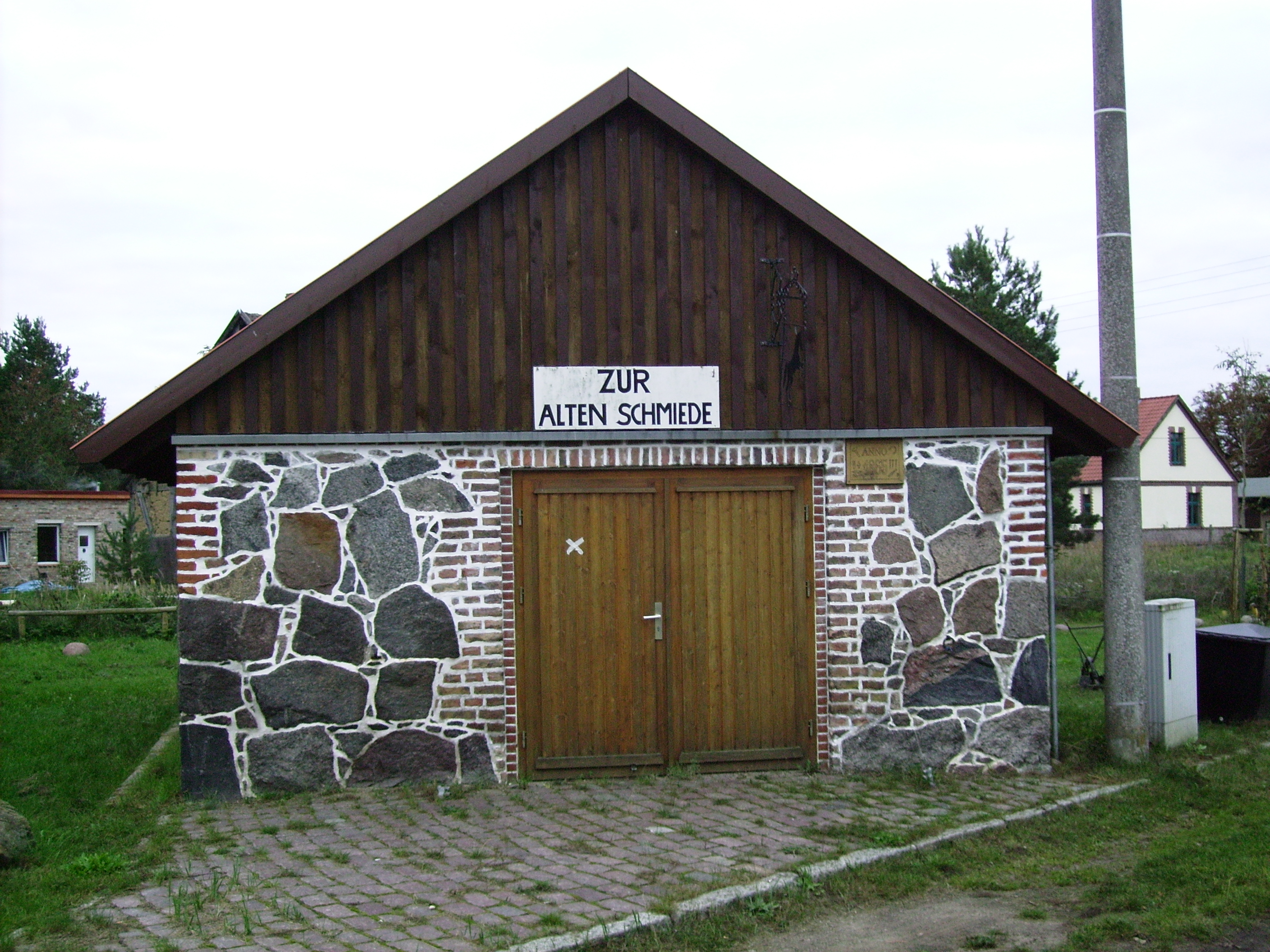
Alte Schmiede in Gorkow

- Gedenkstein für die Opfer von Krieg, Gewalt und Vertreibung auf dem Löcknitzer Friedhof
- Deutsches Soldatengräberfeld auf dem Löcknitzer Friedhof
- Sowjetischer Ehrenfriedhof am Ortsausgang Löcknitz Richtung Linken/dt.-poln. Grenze nach Stettin.[39][40][41]
- Mahnmal für die Opfer des Faschismus auf dem Sowjetischen Ehrenfriedhof.[39] Im Zuge der Sanierung des Sowjetischen Ehrenfriedhofes im Jahr 2013, wurde auch das Mahnmal saniert.[40]
- Gedenkstein für die jüdische Gemeinde von Löcknitz und deren Verfolgung, Vertreibung und Ermordung während der Shoa; 1988 in einer kleinen Grünanlage an der Chausseestraße/Ecke Straße der Republik errichtet. Hier befand sich bis 1938/39 das Geschäftshaus der jüdischen Familie Schwarzweiß mit einem Gebetsraum der jüdischen Gemeinde. Der ursprüngliche Stein aus schwarzem Labrador-Granit hatte die stilisierte Form einer Menora. Im oberen Teil war nochmals ein stilisierter siebenarmiger Leuchter und darunter ein Davidstern eingraviert. Der Stein hatte folgende Inschrift: „Dem Gedenken der jüdischen Gemeinde von Löcknitz und ihrer Verfolgung in der Kristallnacht 1938“. Der Stein wurde seit 1990 mehrmals mit Nazisymbolen beschmiert und geschändet. 2003, nach drei Übergriffen, war er so schwer beschädigt, dass er abgebaut wurde. Die Gemeinde entschied sich 2004 für eine grundlegende Neugestaltung des kleinen Platzes mit einem neuen Gedenkstein als Feldstein mit einer Bronzeplatte mit der gleichen Inschrift. Seitdem wurde der Feldstein u. a. 2011 und 2013 erneut mit Nazisymbolen beschmiert.[42][43]
- Im August 2018 wurden die ersten drei Stolpersteine in Löcknitz verlegt. (Siehe: Liste der Stolpersteine in Löcknitz)[44]
- Gedenkstein für den Förster Friedrich Francke (1862–1945), östlich der Revierförsterei Löcknitz (Försterweg 15), der 1945 von sowjetischen Soldaten der Roten Armee erschossen worden war, da er sich geweigert hatte seine Jagdgewehre abzugeben.

### Kultur
Wichtige und regelmäßig stattfindende Veranstaltungen in Löcknitz sind das Neujahrsfeuer am zweiten Januarwochenende auf dem Sportplatz hinter dem Feuerwehrhaus, das Osterfest welches immer das Wochenende vor Ostern an der Löcknitzer Burg stattfindet sowie das Löcknitzer Schützenfest, welches drei Tage lang immer am ersten Juniwochenende im Bereich der Löcknitzer Freilichtbühne in Sichtweite des Löcknitzer Sees abgehalten wird. Darüber hinaus findet jeden Sommer am ersten Augustwochenende in der Löcknitzer Badeanstalt das Strandfest statt, bei dem nicht nur Neptun seine Täuflinge mit dem Element Wasser reinigt, es werden auch zahlreiche Schiffsmodelle präsentiert und vorgeführt. Eine besondere Veranstaltung ist das Löcknitzer Burgfest, das jährlich am ersten Septemberwochenende u. a. mit Ritterspielen, einem Mittelaltermarkt und Schaustellern in und rund um das historische Ambiente der Löcknitzer Burg und des Bergfrieds stattfindet. Am selben Ort, auf dem Gelände der Burg, findet jährlich am 3. Oktober, dem Tag der Deutschen Einheit, auch das Herbstfest statt. Jeweils am ersten Oktoberwochenende eines jeden Jahres findet hingegen der Löcknitzer Dance Cup statt, bei dem die The Real Dancers und The Mini Dancers sowie viele weitere Tanzgruppen aus der Region ihr tänzerisches Können in der Mehrzweckhalle Randow-Halle präsentieren. Der Adventsmarkt findet am ersten Dezemberwochenende auf dem Marktplatz statt.

## Wirtschaft und Infrastruktur

### Wirtschaft
Die Wirtschaft von Löcknitz ist im Wesentlichen durch die Land- und Forstwirtschaft geprägt. Dabei dominieren das holzverarbeitende Gewerbe, die Bau- und Baustoffindustrie sowie klein- und mittelständische Handwerks-, Gewerbe- und Dienstleistungsunternehmen. Im Ort existieren zudem zwei Gewerbe-Mischgebiete, das Gewerbegebiet „Pasewalker Straße“ („Bollbrücke“) sowie das Gewerbegebiet „Löcknitzer Kamp“. Beide befinden sich durch Anschluss ans Eisenbahnnetz, die Bundesstraße sowie gut erreichbarer Autobahnen und der nur 25 Kilometer entfernten Großstadt Stettin mit dem Seehafen Swinemünde, in günstiger Verkehrslage. Im Zweiten Weltkrieg bestand hier die Heeresmunitionsanstalt Löcknitz.

### Tourismus

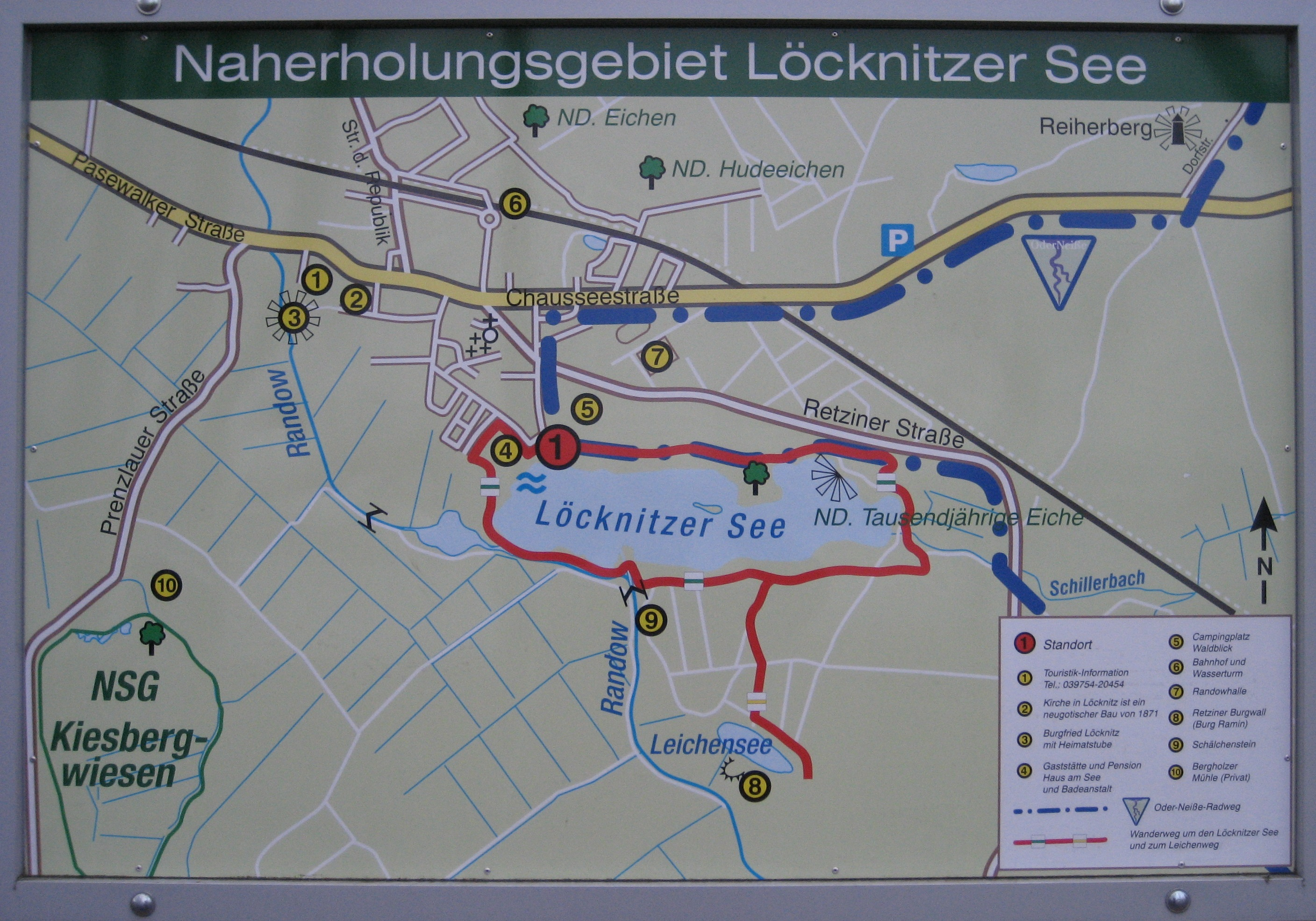
Übersichtskarte des Naherholungsgebietes rund um den Löcknitzer See.

Der Tourismusbereich wird in Löcknitz und Umgebung ausgebaut, wobei vorwiegend auf die wald- und seenreiche Umgebung von Löcknitz und damit verbunden auf Fahrradfahr- und Campingtouristen sowie auf die nahe polnische Großstadt Stettin gesetzt wird. Die Randow und das Randowtal sowie der 56,5 ha großen Löcknitzer See können mit dem Boot, zum Angeln sowie Baden und die umliegende Landschaft u. a. des Naturparks Am Stettiner Haff erkundet werden. Der Fernradwanderweg Oder-Neiße-Radweg führt hier vorbei. Als Übernachtungsmöglichkeiten gibt es die Pension „Löcknitz“, das Hotel Haus am See, die Pension Villa 69 – Barbara, der Campingplatz Waldblick sowie private Ferienwohnungen und Privatzimmern.

### Verkehr
Die Bundesstraße 104 führt von Lübeck über Schwerin und Neubrandenburg durch Löcknitz und weiter über den Grenzübergang Linken in das etwa 25 Kilometer entfernte Stettin (Szczecin) in Polen. Darüber hinaus hat Löcknitz mit den 23, 21 beziehungsweise 22 Kilometer entfernten Anschlussstellen Pasewalk-Nord, Pasewalk-Süd und Prenzlau-Ost Anbindung an die Bundesautobahn 20. Mit den 23 beziehungsweise 29 Kilometer entfernten Anschlussstellen Schmölln und Storkow ist auch die Bundesautobahn 11 in erreichbarer Nähe.
Ebenfalls führen zwei Landesstraßen 2. Ordnung durch Löcknitz. Zum einen die L 283 von Hintersee über Glashütte und Rothenklempenow durch Löcknitz und weiter über Retzin, Glasow, Krackow, Penkun, Sommersdorf und Grünz bis an die Landesgrenze nach Brandenburg. Zum anderen die L 285 von Löcknitz an Bergholz vorbei und ebenfalls an die Landesgrenze nach Brandenburg.
Der Bahnhof Löcknitz liegt an der Bahnstrecke Bützow–Szczecin. Im 2-Stunden-Takt verkehren dort von Lübeck nach Stettin Dieseltriebwagen der Baureihe 623 der DB Regio Nordost in beide Richtungen. Zusätzlich führt abends ein Zugpaar von Stettin, ohne Umsteigen in Bad Kleinen, direkt nach Schwerin. Bis Dezember 2013 verkehrte in der Freitagnacht außerdem ein Zug der Ostseeland Verkehr GmbH nach Stettin und wieder zurück nach Neubrandenburg.
Auch der für den Radfahrtourismus wichtige Oder-Neiße-Radweg verläuft in seiner 10. Etappe von Penkun kommend, über Krackow, Lebehn, Ramin, den Salzower Weg und den Johannisberg nehmend direkt durch Löcknitz und entlang der Bundesstraße 104 auf einem Radweg weiter über Plöwen nach Blankensee. Als Fernradwanderweg gehört er zum D-Routen-Netz, einem System von zwölf deutschlandweiten Radfernwegen, die im Rahmen des nationalen Radverkehrsplans das Radnetz Deutschlands bilden.

### Öffentliche Einrichtungen
- Polizeistation (PS), Chausseestraße 80A, Teil des Polizeihauptreviers (PHR) Pasewalk in der Polizeiinspektion (PI) Anklam des Polizeipräsidiums Neubrandenburg (PP)
- Freiwillige Feuerwehr Löcknitz, gegründet 1921, Zu den Teichen 14
- Rettungswache des Deutschen Roten Kreuzes (DRK) beim Landambulatorium, Karl-Liebknecht-Straße 5b
- Bibliothek Löcknitz, gegründet 1968, seit 1996 Marktstraße 4 im Bürgerhaus (Alte Schule)

Kommunalgemeinschaft Euroregion POMERANIA e. V.
In Löcknitz befindet sich in der Ernst-Thälmann-Straße 4 die Geschäftsstelle der bereits 1992 gegründeten „Kommunalgemeinschaft Euroregion POMERANIA e. V.“, die zusammen mit dem „Verein der Polnischen Gemeinden der Euroregion Pomerania“ am 15. Dezember 1995 in Stettin die Euroregion Pomerania, als länderübergreifende Regionen in Europa (Europaregion bzw. Euroregion), gründeten. Außer Deutschland und Polen war von 1998 bis 2013 auch Schweden mit dem Gemeindeverband Schonen vertreten. Darüber hinaus wird für die Zukunft eine engere Zusammenarbeit mit Dänemark und den dortigen Regionen Sjælland (Seeland) sowie Hovedstaden mit Bornholm angestrebt.

### Bildung
Schulen
- Europaschule Deutsch-Polnisches Gymnasium Löcknitz (EDPG Löcknitz)
 1991 als „Gymnasium Löcknitz“ gegründet, seit 1995 Deutsch-Polnisches Gymnasium Löcknitz und seit 2002 Europaschule. Deutsch-Polnisches Gemeinschaftsprojekt des deutschen Landkreises Vorpommern-Greifswald (vormals Landkreis Uecker-Randow) und des polnischen Landkreises Police[51]
- Regionale Schule Löcknitz (RS Löcknitz)
 1968 als Polytechnische Oberschule (POS) errichtet, 1970 nach Gerhart Eisler benannt, 1981 um Grundschule erweitert, 1991 umgewandelt zur Realschule mit Grundschulteil und 1996 zur Verbundene Haupt- und Realschule; seit 2002 Regionale Schule.
- Grundschule Am See Löcknitz (GS Löcknitz)
 1981 als Erweiterung der Polytechnischen Oberschule errichtet, 1991 zusammen mit dieser zur Realschule mit Grundschulteil umgewandelt, seit 1993 eigenständige Grundschule.
- Randow-Schule – Schwerpunkt „geistige Entwicklung“
 1991 als Förderschule zur individuellen Lebensbewältigung gegründet.

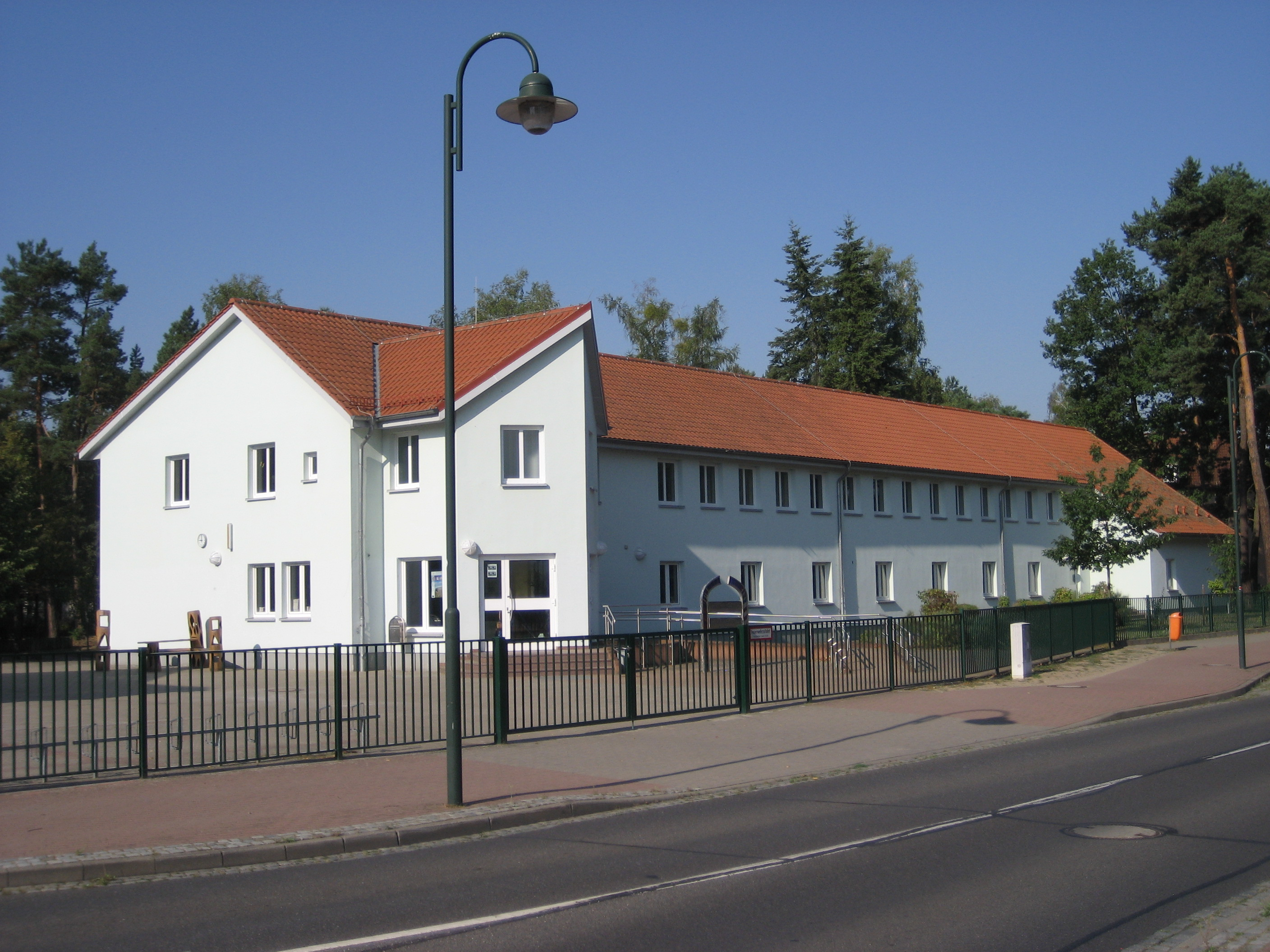
Europaschule Deutsch-Polnisches Gymnasium
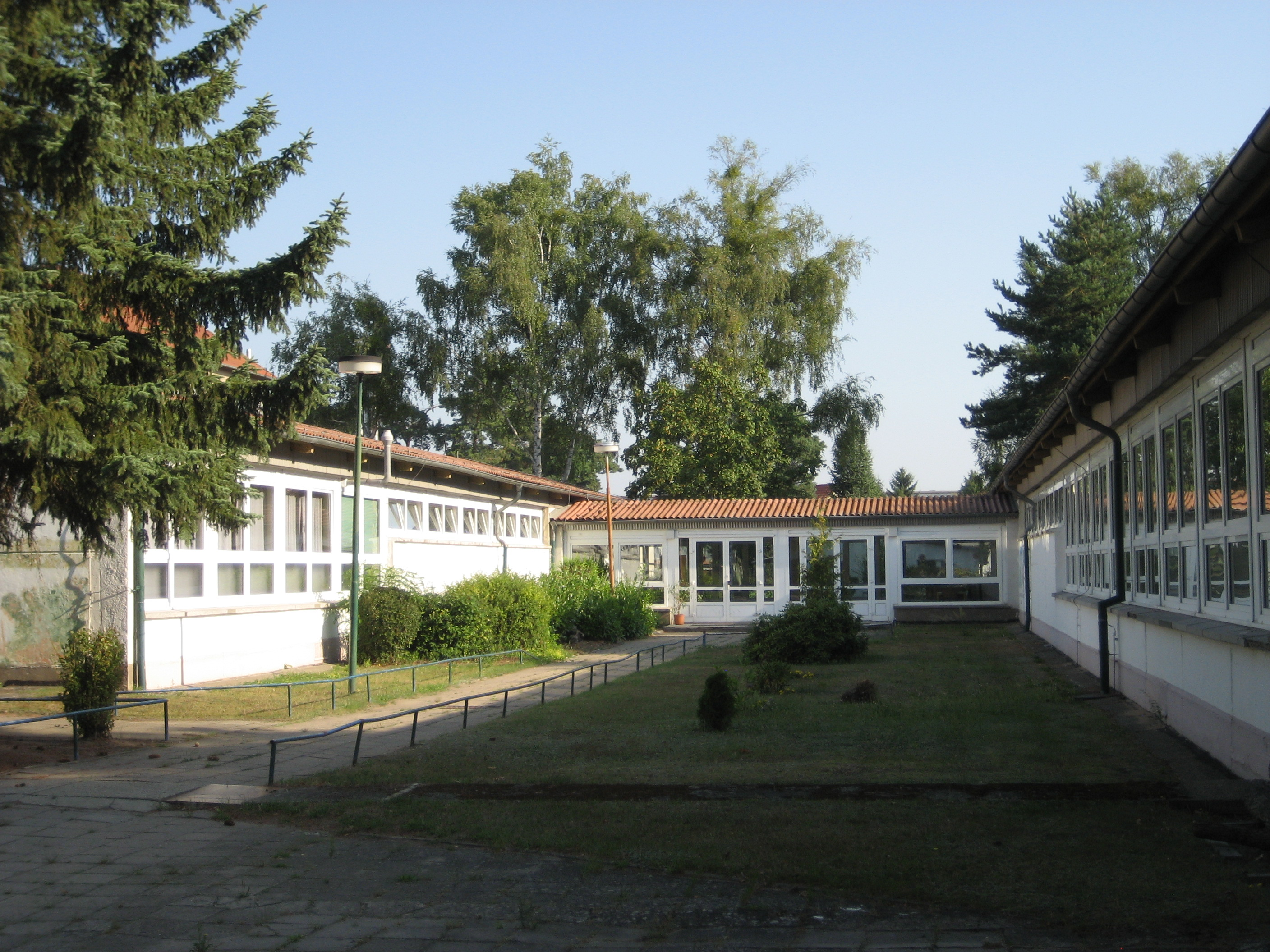
Regionale Schule Löcknitz
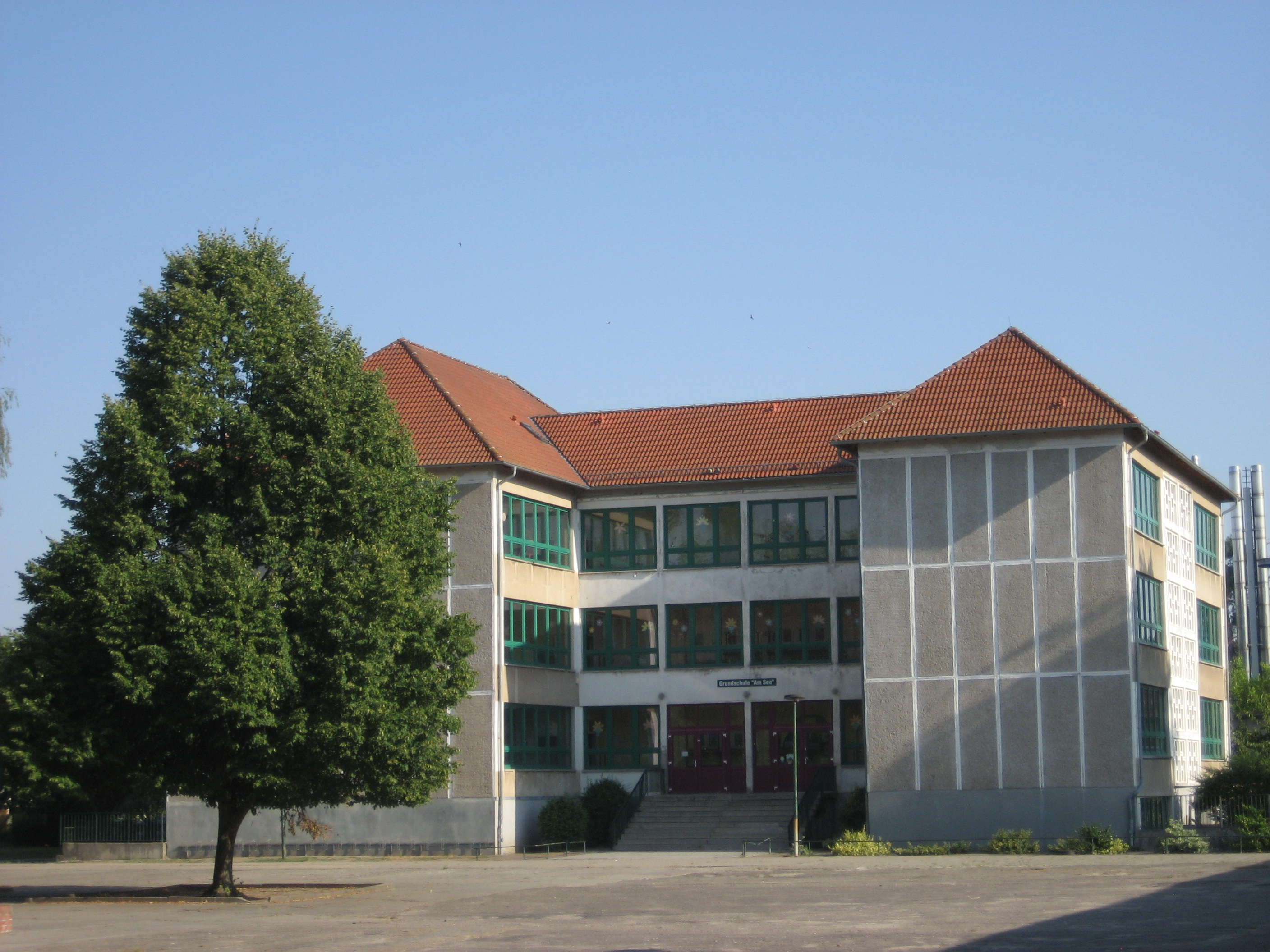
Grundschule „Am See“ Löcknitz
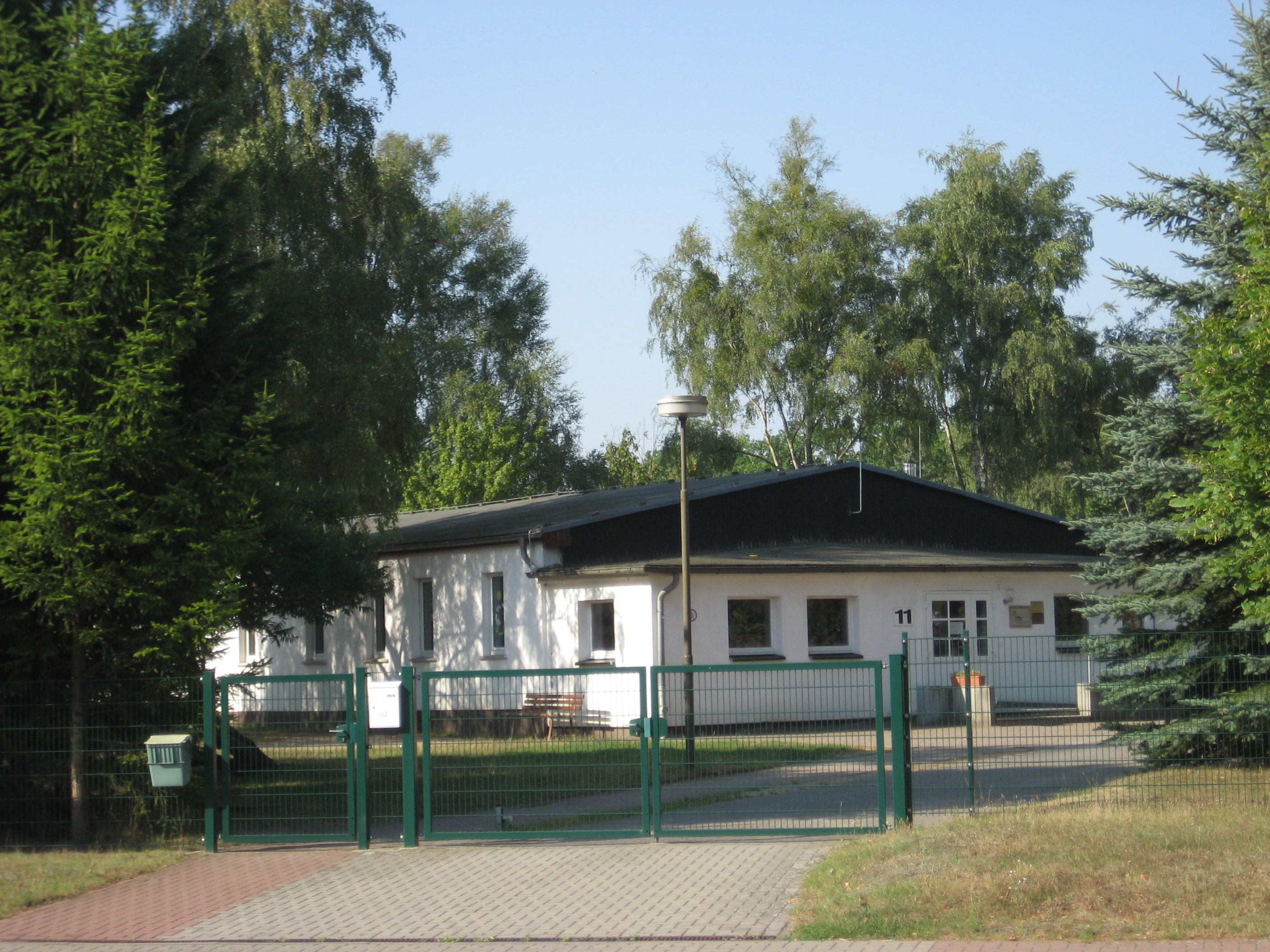
Randow-Schule
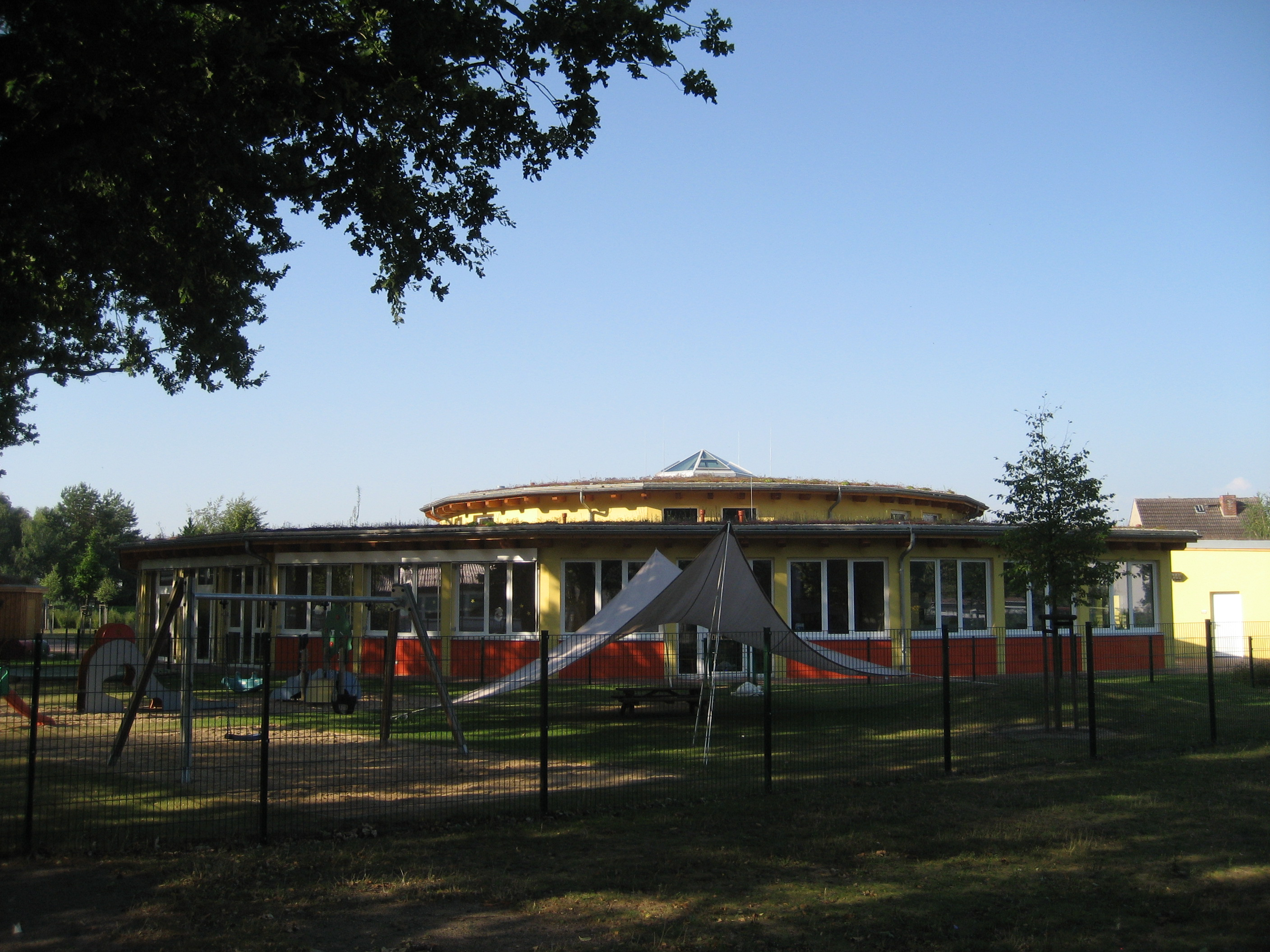
Kindertagesstätte „Randow-Spatzen“

Kindertagesstätte
- Deutsch-polnische Kindertagesstätte „Randow-Spatzen“
 2011 am neuen Standort am Wiesengrund (vormals in der Rothemklempenower Straße) mit Platz für 270 Kinder in den Bereichen Kinderkrippe, Kindergarten und Kinderhort eröffnet. Deutsch-Polnisches Gemeinschaftsprojekt von Löcknitz und der polnischen Stadt Police.

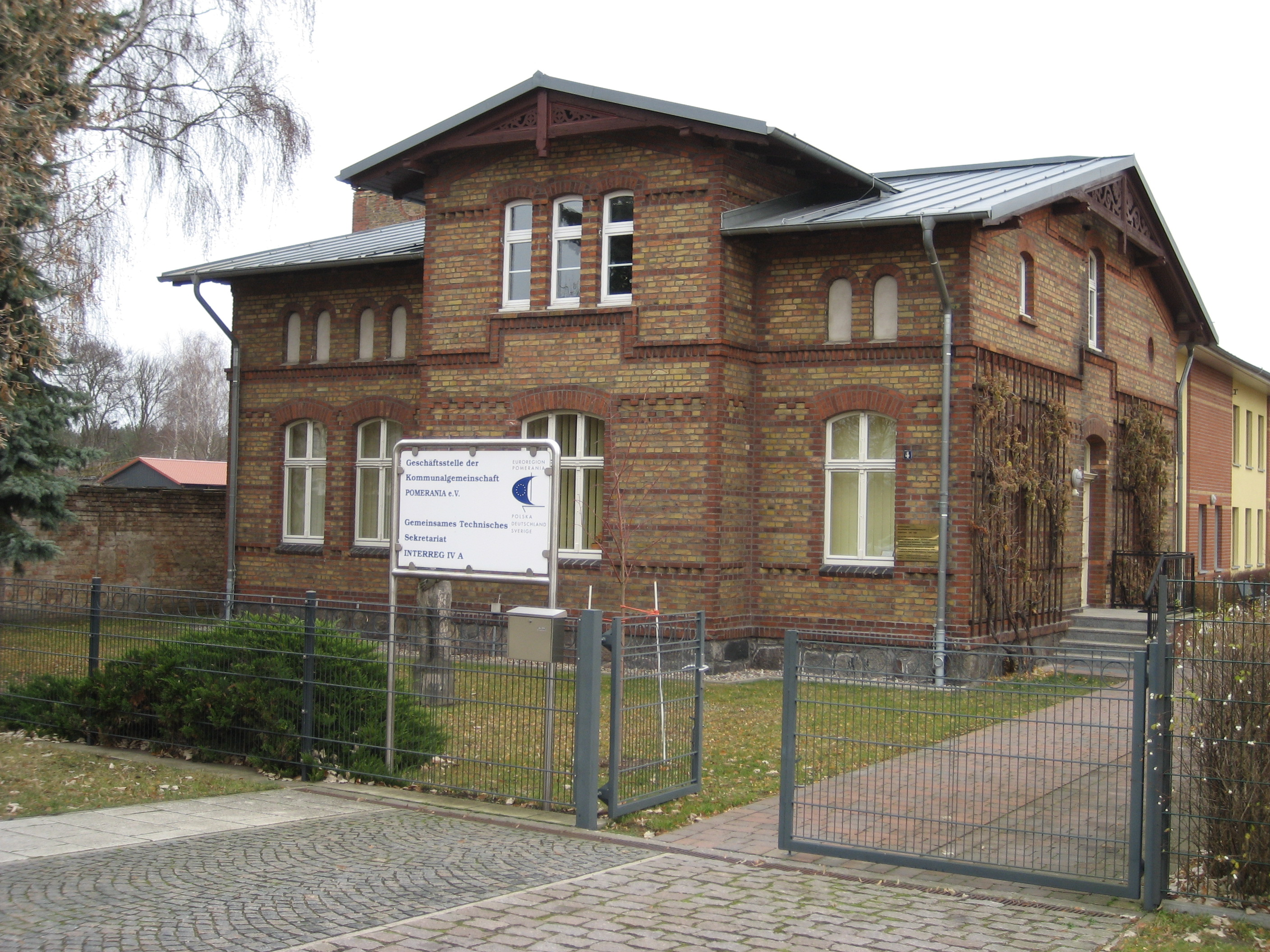
Geschäftsstelle der „Kommunalgemeinschaft Euroregion Pomerania e. V.“

- Kindertagesstätte Uns Weltentdecker
 2015 in der Rothemklempenower Straße mit Platz für 48 Kinder in den Bereichen Kinderkrippe und Kindergarten in Trägerschaft der Arbeiterwohlfahrt (AWO) neu eröffnet.

### Sport
Sportstätten

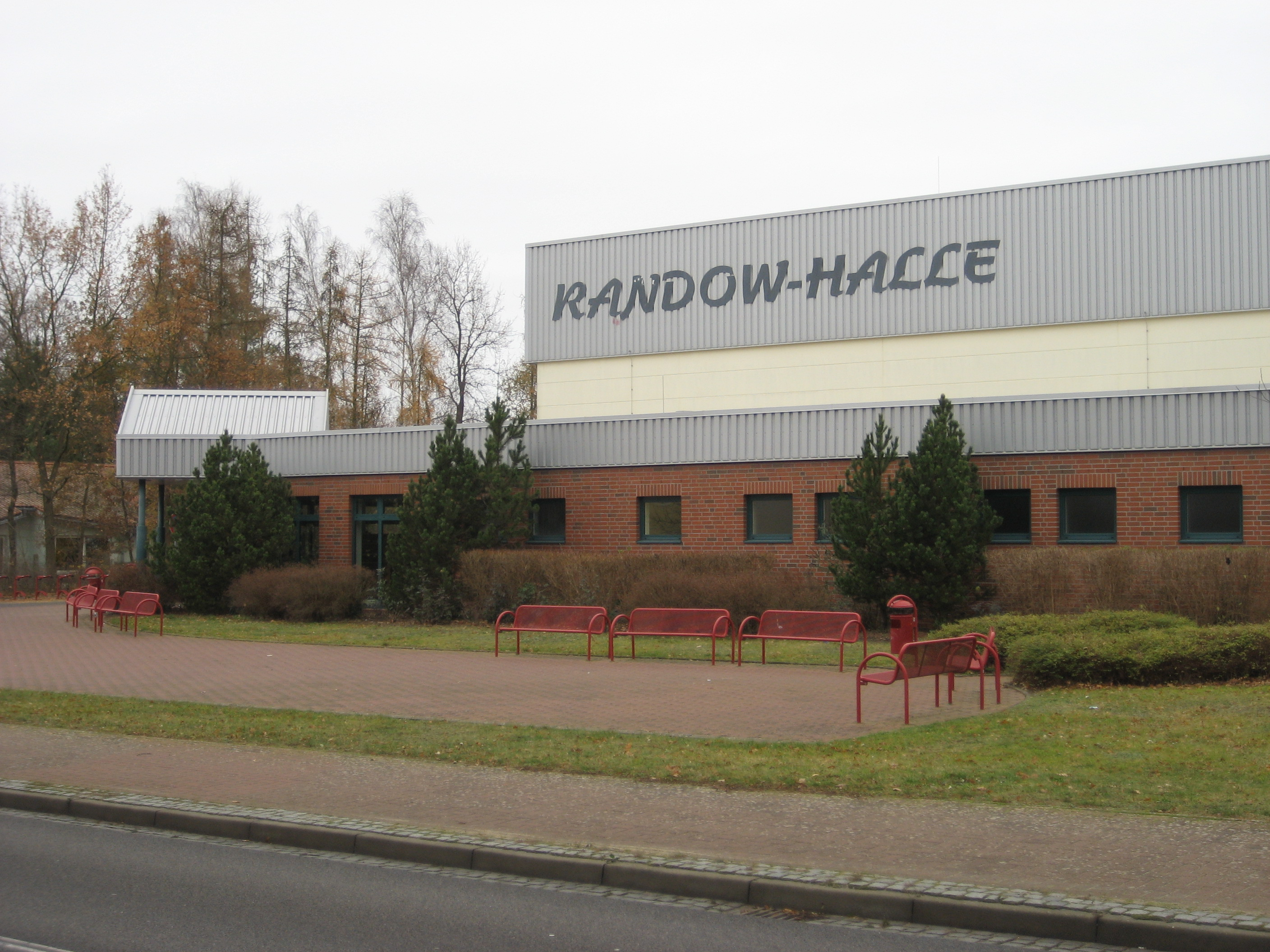
Randow-Halle

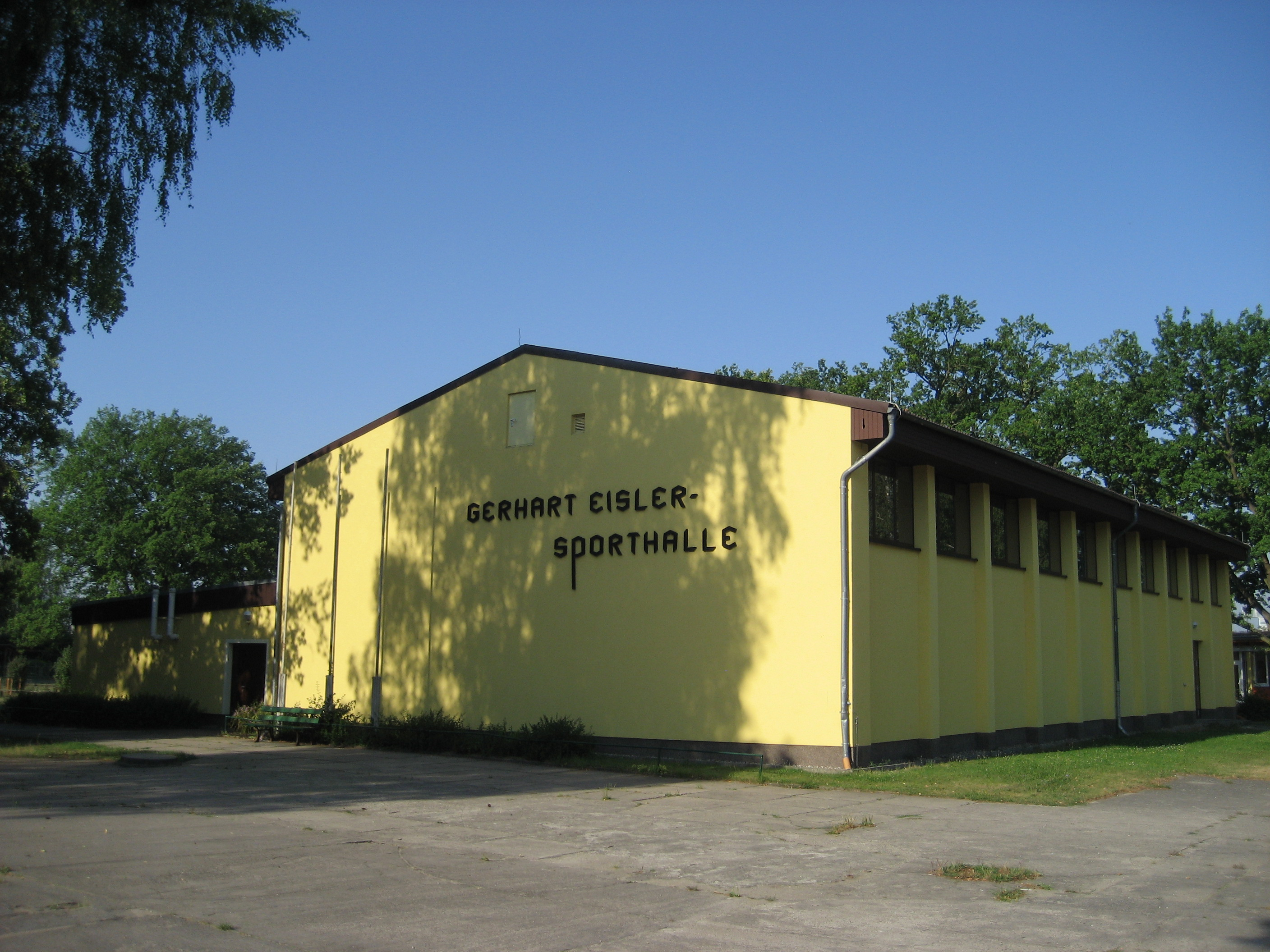
Gerhart-Eisler-Sporthalle

- Randow-Halle: 3-Felder-Mehrzweckhalle von 2000
- Gerhart-Eisler-Sporthalle

Sportvereine
- SV Einheit Löcknitz von 1958; heute (2014) mit neun Sektionen für Knirpsensport, Powerkids, Radsport, Kanu/Wasserwandern, Leichtathletik, Tanz (The Real Dancers, The Mini Dancers), Behindertensport, Frauengymnastik und Fitness XXL
- Sportschützenverein 1990 Löcknitz von 1990; Löcknitzer Kamp
- Anglerverein Randowtal Löcknitz von 1949; Anglerheim am See
- VfB Pommern Löcknitz, 1920 SV Vorwärts Löcknitz, 1948 SV Holz Löcknitz, 1950 Ballsportgemeinschaft BSG Aufbau Löcknitz, 1955 Zusammenschluss mit der Sportgemeinschaft SG Dynamo Löcknitz, 1961 von der Armeesportvereinigung ASV Vorwärts übernommen, 1964 Armeesportgemeinschaft ASG Einheit Vorwärts Löcknitz, 1975 ASG Vorwärts Löcknitz, 1990 neuer Sport- und Handball-Vereins 90 Löcknitz, 1991 Anschluss der Sektion Fußball vom ASG Vorwärts Löcknitz, 2002 Ausgliederung der Sektion Fußball als VfB 1990 Pommern Löcknitz
- Motorsportverein Kamp 84 von 1990; vormals Sektion Motorradmehrkampf der Gesellschaft für Sport und Technik (GST), Vereinsheim auf dem Löcknitzer Kamp
- Judosportverein Löcknitz von 1966; Judo-Halle am Sportplatz

Sonstige Vereine und Einrichtungen
- Löcknitzer Mandolinenorchester ’63 von 1963 als Schülerorchester
- Heimat- und Burgverein Löcknitz von 2005; zwischen 1996 und 2001 Förderverein Burgfried Löcknitz
- Chor Löcknitz von 1983
- Löcknitzer Jugendklub am Wiesengrund

## Persönlichkeiten

### Söhne und Töchter der Gemeinde
- Erich Schulz (1874–1941), Philologe, Historiker, Germanist und Philosoph, Direktor der Stadt- und Landesbibliothek Dortmund[52]
- Hans Erdmann (1895–1991), Generalmajor der Luftwaffe im Zweiten Weltkrieg
- Viktor Bauer (1915–1969), Oberst der Luftwaffe, Träger des Eichenlaubs zum Ritterkreuz des Eisernen Kreuzes
- Theo Fettin (1919–1989), SED-Politiker, FDJ-Funktionär und Journalist
- Werner Stern (1932–2018), Europameister im Fernschach (1965, 1973)
- Gerhard Thierbach (1938–2024), Pädagoge und Politiker (SPD, CDU), 1990–1999 Mitglied des Brandenburgischen Landtags

### Mit Löcknitz verbundene Persönlichkeiten
- Werner von der Schulenburg (vor 1460–1515), Burghauptmann und Amtmann in Löcknitz (1479–1494), Staatsmann in pommerschen und brandenburgischen Diensten
- Christian Lehmann (1611–1688), Hauslehrer in Löcknitz (1632), später einer der bedeutendsten Chronisten des Erzgebirges und ein wichtiger Zeitzeuge des Dreißigjährigen Krieges
- Hans Joachim von Hagen (1646–1701), Kommandant der Festung Löcknitz (1692–1701), brandenburgisch-preußischer Offizier, zuletzt Generalmajor
- Heinrich von Blankenburg, letzter Kommandant der Festung Löcknitz (1717), preußischer Offizier, Oberstleutnant[53]
- Karl Bernhard Moll (1806–1878), Pfarrer in Löcknitz (1834–1845), später Generalsuperintendenten der Kirchenprovinz (Ost-)Preußen (1860–1878)
- Manfred Ewald (1926–2002), einer der Wiederbegründer der KPD in Löcknitz (1945), später einflussreicher Sportfunktionär der DDR als Präsident des Deutschen Turn- und Sportbunds (DTSB) und des Nationalen Olympischen Komitees der DDR
- Hans Gerlach (1919–1986), Sekretär der Nationalen Front in Löcknitz, später Zweiter Sekretär der SED-Bezirksleitung Neubrandenburg (1960–1964)
- Heinz Lesener (1919–2011), Schulrat in Löcknitz, später Oberbürgermeister der Hansestadt Stralsund (1965–1971)
- Michael Schulz (* 1958), Fußballspieler in der ASG Vorwärts Löcknitz (1977–1979), später mit dem BFC Dynamo u. a. dreimal DDR-Meister (1986, 1987, 1988) und einmal DDR-Pokalsieger (1988)